# Comportement du cheval

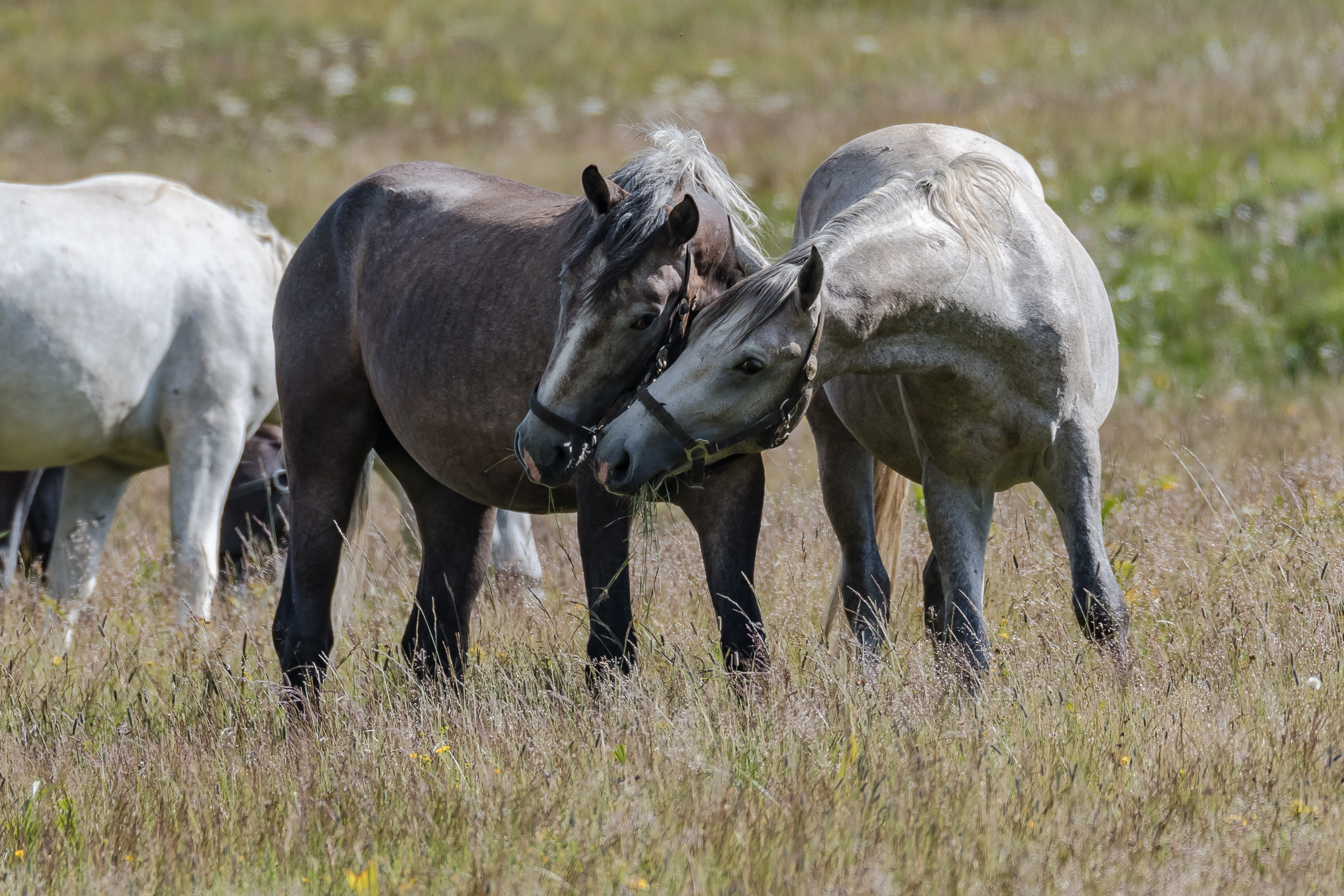
Comportement social de jeunes chevaux de race Lipizzan, en Autriche.

Le comportement du cheval est caractérisé par une longue durée quotidienne de recherche de nourriture herbivore et d'alimentation, et par une organisation sociale complexe. 
Le comportement des chevaux à l'état sauvage ou semi-sauvage implique l'existence de groupes familiaux et de groupes d'animaux célibataires. Les relations intra-spécifiques (entre chevaux) montrent l'importance des amitiés entre animaux, tandis que les relations inter-spécifiques (avec les autres espèces) sont influencées par le statut de proie du cheval. Le comportement des chevaux en milieu domestique et en relation avec les êtres humains est étudié depuis une époque plus récente.
De mauvaises conditions de vie entraînent l'apparition de troubles du comportement chez les chevaux domestiques. Ces troubles aggravé du fait que peu d'êtres humains sont en capacité d'identifier correctement les signaux corporels émis par les chevaux, et notamment ses signaux de douleur et de stress.

## Définition et concepts

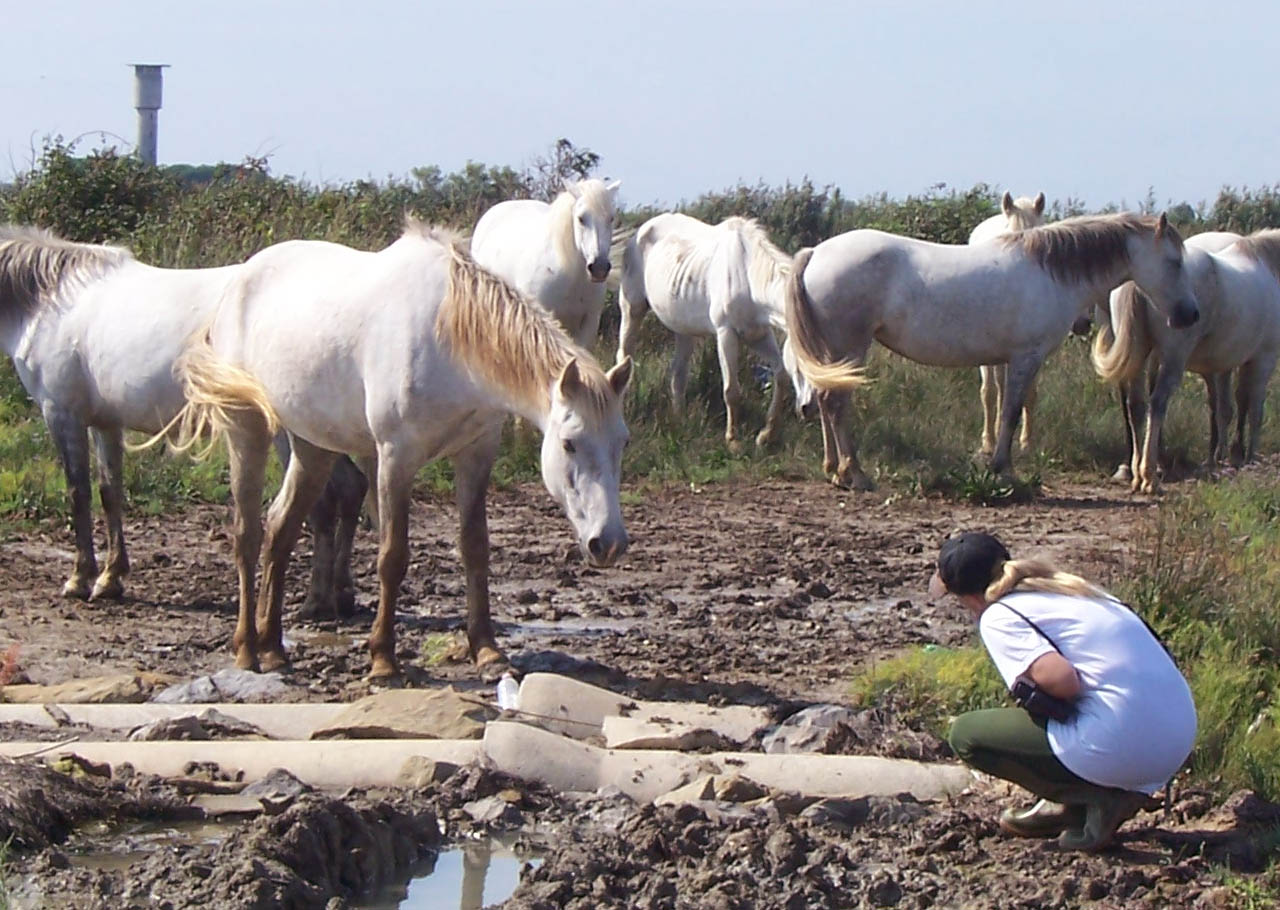
Approche éthologique d'un cheval semi-sauvage à Staranzano (Italie), grâce au langage corporel.

L'étude du comportement des chevaux repose en premier lieu sur l'observation de ces animaux en liberté. La discipline qui étudie les actions et réactions observables et mesurables chez les chevaux est l'éthologie équine, les éthologues étant des scientifiques spécialisés dans l'étude du comportement animal. Il ne faut donc pas confondre l'éthologie équine avec l'équitation éthologique, qui s'en inspire et vise à favoriser une meilleure communication entre l'humain et le cheval dans le contexte des activités équestres.

### Postures corporelles

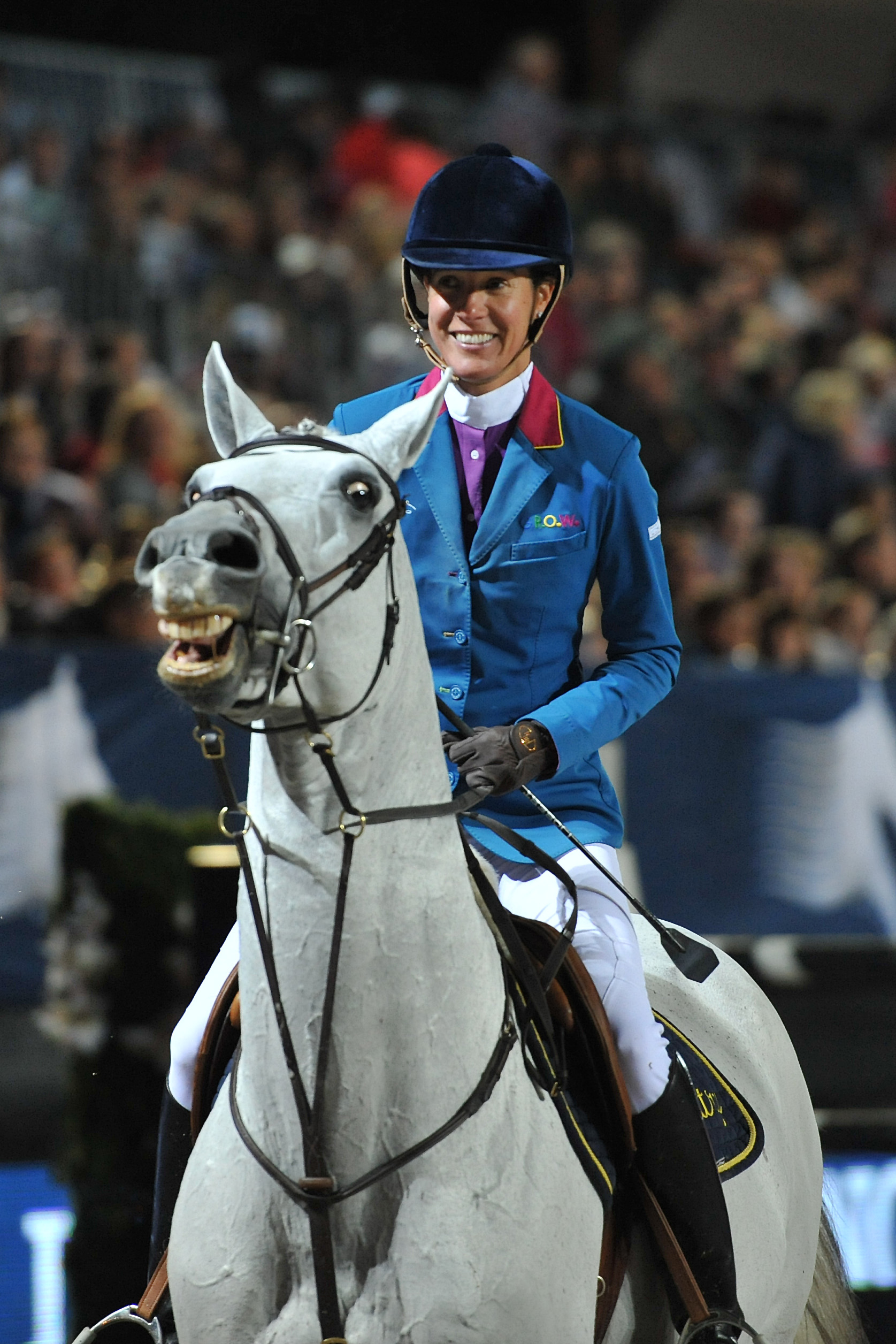
Ce cheval monté en concours de saut d'obstacles présente des signes corporels de peur et de stress.

En général, cinq indicateurs corporels principaux permettent d'étudier le comportement du cheval : la position des oreilles, la position de l'encolure, la position générale du corps, la position des membres et la position de la queue. L'apparence des yeux et de la bouche donnent aussi de nombreuses indications sur l'intention de l'animal. L'examen de la tension musculaire et des parties du corps permettent de déterminer le degré d'excitation d'un cheval. Une encolure maintenue naturellement basse est signe de relaxation, tandis qu'un maintien haut est signe d'excitation. L'œil du cheval peut être fermé, mi-clos, normalement ouvert ou écarquillé.

#### Posture d'alerte
L'une des postures les plus identifiables chez un cheval est sa posture d'alerte : elle se caractérise par le relèvement de l'encolure, l'ouverture de plus en plus grande des yeux, et le pointage des oreilles vers l'avant. La posture d'alerte s'associe à une activation du système nerveux sympathique de manière à préparer l'animal à la fuite ; un lâcher de crottins est alors typique dans cette réaction de stress.

### Émotions du cheval

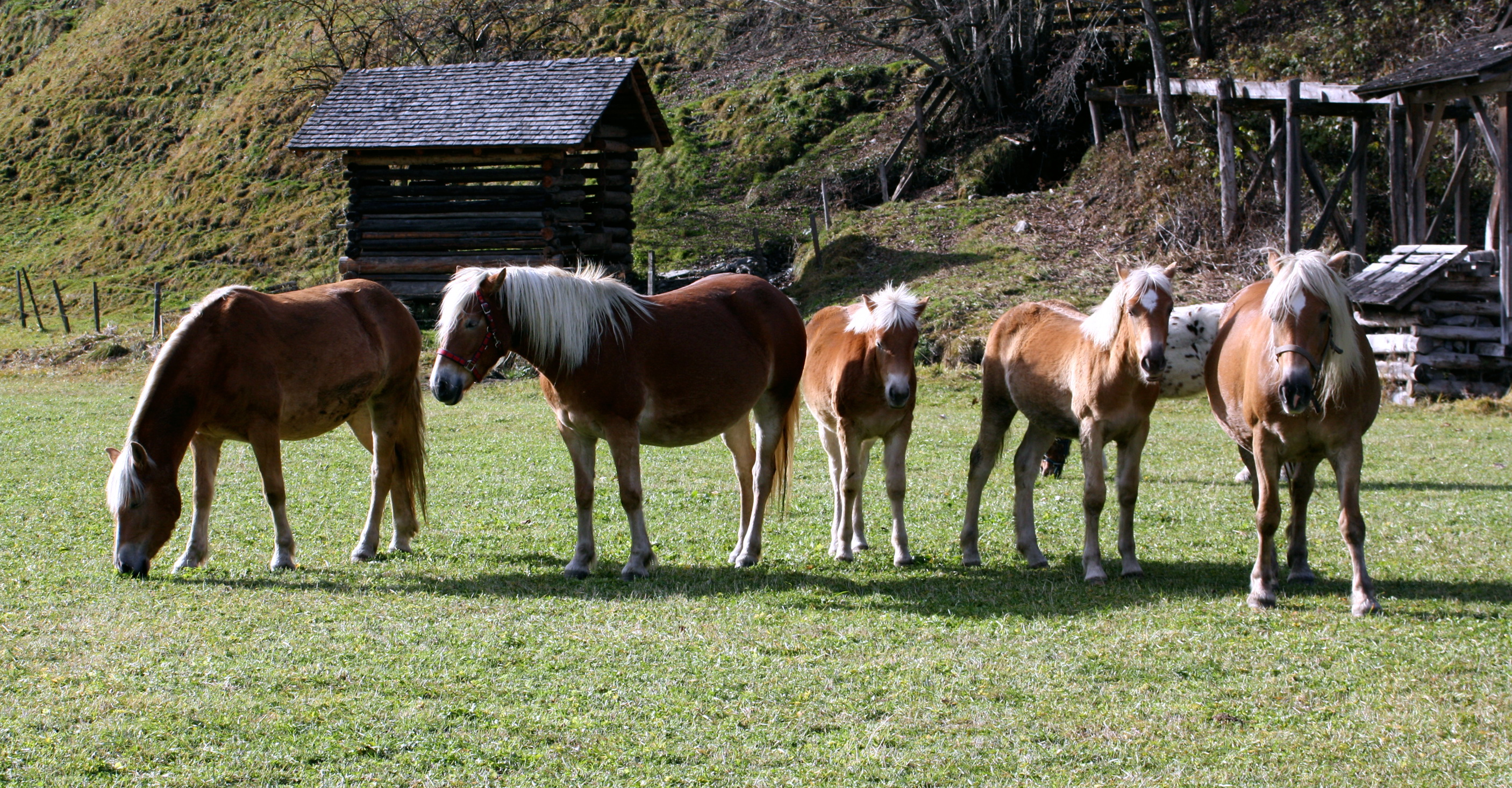
Ce groupe de chevaux en pâture montre de nombreux signes de relaxation, notamment l'encolure basse et les yeux mi-clos.

La gamme des émotions ressenties par le cheval n'est pas encore scientifiquement bien identifiée, sa peur étant l'émotion la mieux étudiée. De plus, ces émotions sont très peu reconnues, les parieurs hippiques, cavaliers et spectateurs ne prêtant généralement pas attention aux signaux émis par un cheval. Il est ainsi fréquent que des cavaliers se trompent pour attribuer un état mental à leur propre cheval, en imaginant par exemple qu'il vit une émotion positive pendant un concours alors qu'il se trouve en réalité dans un état de stress avancé.
L'anthropomorphisme, longtemps considéré comme « sacrilège », peut être ponctuellement utile lorsqu'il s'agit de comparer le comportement du cheval à celui de l'être humain, afin de mieux le comprendre. Il serait cependant erroné d'effectuer une analogie systématique entre le comportement du cheval et celui de l'humain, par exemple en prêtant aux chevaux des émotions et des raisonnements complexes telles que la jalousie ou la préméditation d'un acte malveillant.

#### Signes de peur
Les signes de peur du cheval, en plus du relèvement de l'encolure, de l'écarquillement des yeux et du lâcher de crottins, incluent des sursauts, la tentative de faire demi-tour et le tremblement.

## Histoire

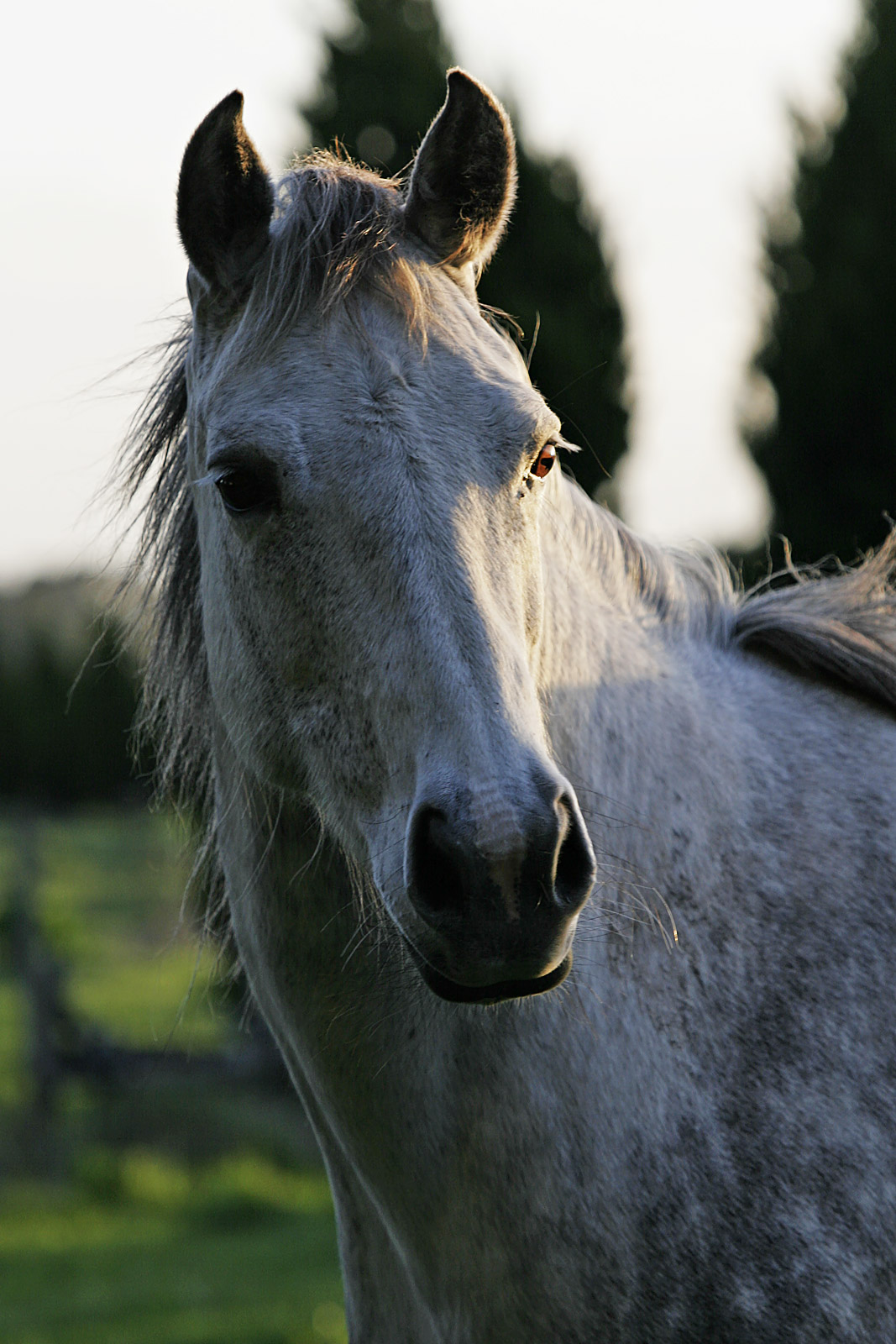
Cheval en liberté près de Melbourne, en Australie.

La recherche sur le comportement animal est dominée par le béhaviorisme pendant toute la première moitié du XXe siècle, puis elle se scinde en deux courants, avec d'un côté l'éthologie, et de l'autre la psychologie cognitive animale, ou éthologie cognitive. L'éthologie, en tant que discipline scientifique, gagne ses lettres de noblesse grâce à Konrad Lorenz, Karl von Frisch et Nikolaas Tinbergen, cobénéficiaires du prix Nobel de médecine de 1973.
La médecine équine a longtemps eu pour unique but de soigner les maladies et les blessures, les aspects psychologiques du cheval n'ont été pris en compte que récemment. En 1968, l'éthologie du cheval reste quasiment inconnue. Les éthologues ne s'intéressent à l'étude des chevaux dans leur milieu naturel qu'à partir des années 1970 ; c'est à cette époque que James Feist observe des Mustangs des monts Pryor dans le Nevada, et note qu'il s'agit de la toute première étude du comportement du cheval sauvage aux États-Unis. L'intérêt pour l'éthologie équine grandit au cours des années 1970, l'Anglaise Stephanie Tyler observant 300 poneys de race New Forest en Angleterre pendant 4 000 heures,. En France, à partir de 1974, Patrick Duncan et son équipe observent pendant plus de 10 ans des chevaux à la station biologique de la Tour du Valat, en Camargue,. Un troupeau expérimental destiné à l'observation est suivi à partir de 1972 au Haras national de Pompadour. Dans le même temps, les observations de chevaux sauvages se multiplient en Amérique du Nord, notamment grâce à Daniel Welsh qui étudie les poneys de l'île de Sable. Ces différents travaux permettent de décrire la structure sociale des chevaux sauvages, mais sont peu diffusés, si ce n'est à travers des thèses ou des articles techniques publiés dans des revues scientifiques destinées à des chercheurs. Le périodique Cheval Magazine vulgarise l'éthologie du cheval auprès du grand public durant les années 1980.
Dans les années 2000, les éthologues s'orientent vers l'étude du cheval domestique. L'éthologie équine est désormais très largement connue dans le monde équestre.
En France, les recherches en éthologie équine sont effectuées principalement par trois laboratoires : le CNRS de Rennes (station biologique de Paimpont), L'INRA de Nouzilly, et la station biologique de la Tour du Valat.

## Emploi du temps du cheval

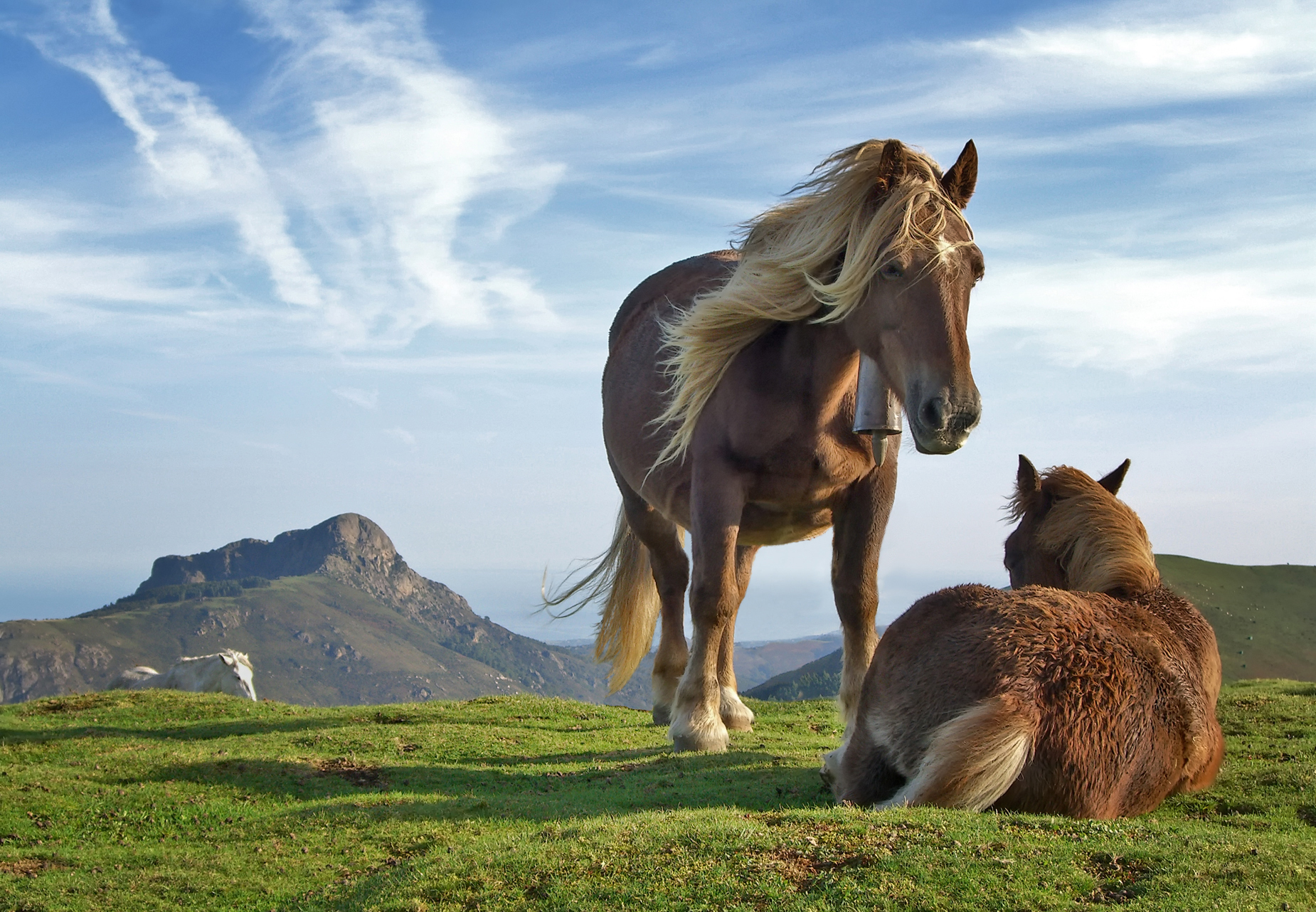
Dans la nature, les chevaux en groupe se reposent généralement à tour de rôle.

Le cheval est adapté à un biotope de steppes, impliquant de fréquentes transhumances et de longues durées d'alimentation. Il est actif autant de jour que de nuit, sa vision nocturne étant meilleure que celle de l'être humain. En plus de ses comportements alimentaires, d'abreuvement et de repos, le cheval peut aussi avoir des interactions sociales avec ses congénères.

### Alimentation et abreuvement
Le cheval est un herbivore monogastrique et non-ruminant. En liberté, il passe 60 à 80 % de son temps à s'alimenter, soit environ 15 heures par jour (à comparer aux 8 heures de pâture des herbivores ruminants). Lors des hivers rigoureux, le temps passé à s'alimenter augmente, en raison de besoins énergétiques accrus pour lutter contre le froid.
Les besoins alimentaires des juments sont plus élevés pendant la gestation et la lactation.
Lorsqu'il broute, le cheval se déplace au pas ralenti, ou « pas de pâturage », à un rythme d'environ un pas toutes les sept secondes, avec la tête au niveau du sol et la queue relâchée. Le broutage est généralement divisé en trois à cinq grandes phases par jour. Le cheval peut aussi effectuer de la cueillette de feuilles, de petites branches, de baies et de fruits avec ses lèvres et ses dents ; dans ce cas, il se tient immobile, la tête levée et les oreilles orientées vers l'arrière. Lorsqu'il vit en box ou plus largement à l'état domestique, le cheval est généralement nourri deux fois par jour avec un aliment concentré complet sous forme de granulés, rapidement avalé.

Comportements alimentaires et d'abreuvement du cheval
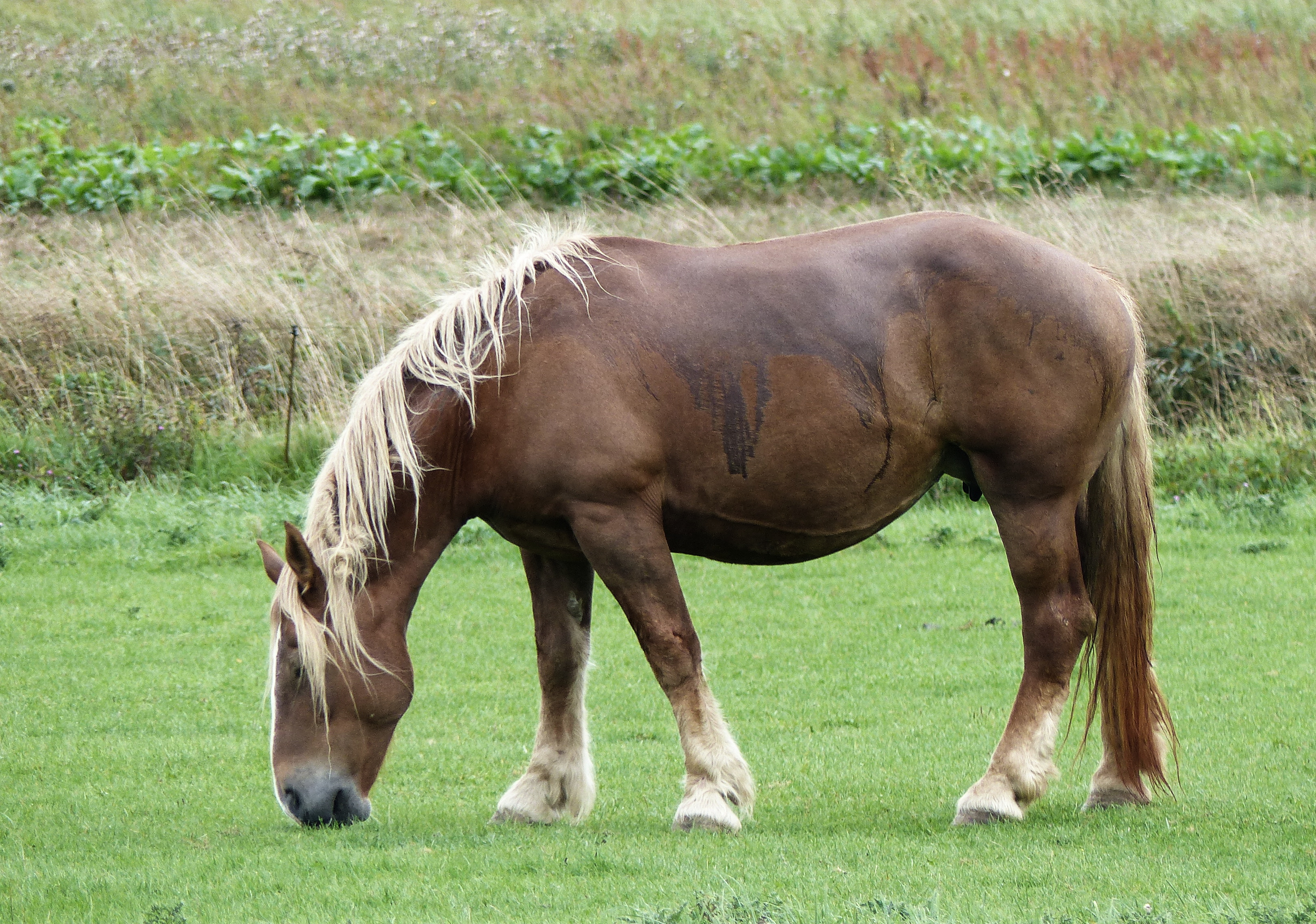
Jument boulonnaise pleine broutant au pas de pâturage.
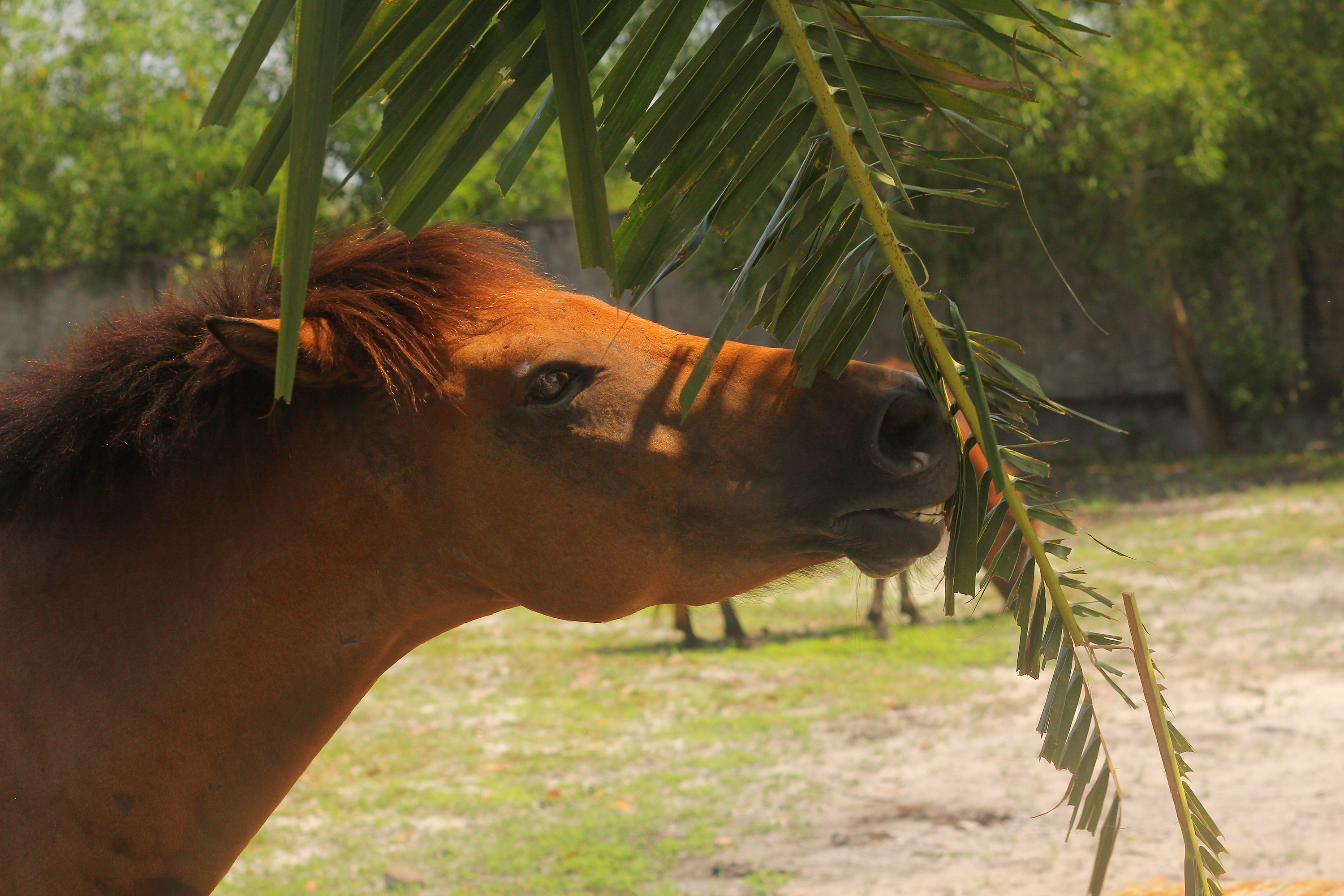
Poney cambodgien pendant une cueillette.
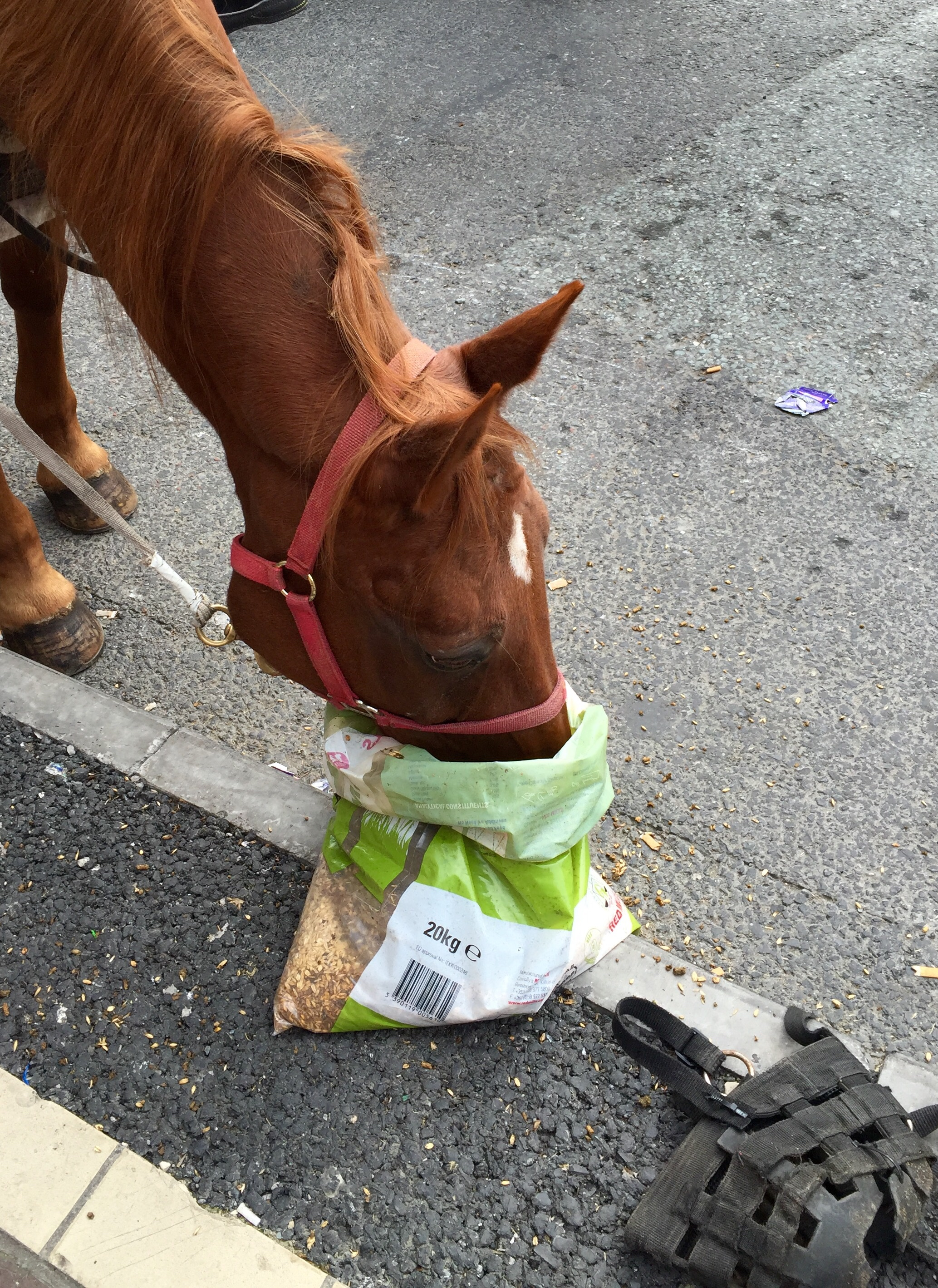
Cheval nourri d'aliments concentrés
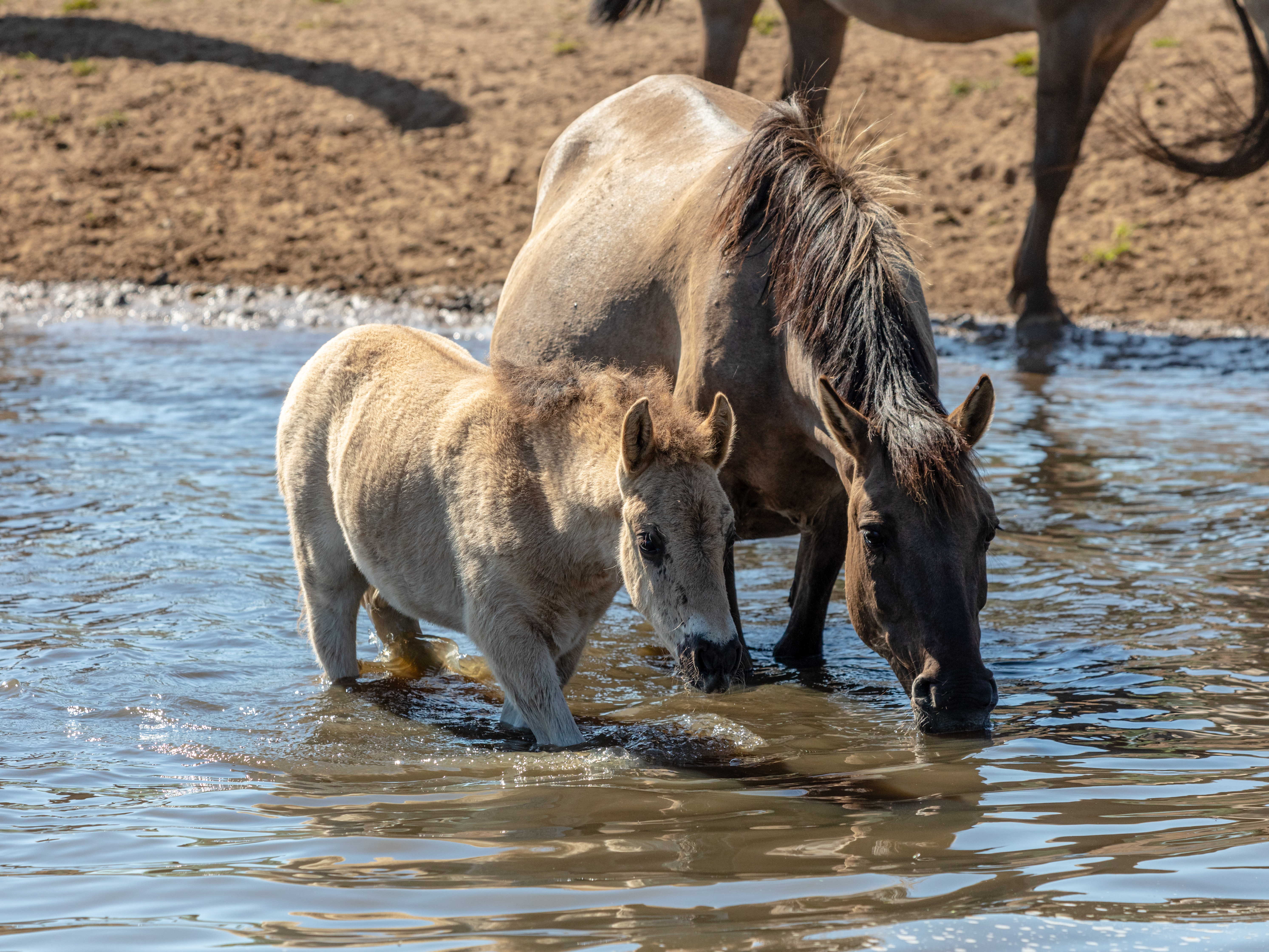
Chevaux sauvages de Dülmen buvant dans un cours d'eau.

Le cheval en liberté doit aussi trouver de quoi assouvir sa soif. Un cheval boit 20 à 40 litres d'eau par jour, parfois plus en fonction des conditions climatiques (température, vent, humidité...), de sa taille, des efforts fournis et de la nature de son alimentation.
En liberté, il s'abreuve généralement une seule fois par jour, mais cette fréquence augmente à deux fois par jour si la température est élevée et si les conditions climatiques sont sèches.

### Repos
La deuxième activité en durée est le repos (5 à 7 heures par jour) un peu plus chez les mâles. Le temps de repos peut aussi bien avoir lieu aux heures chaudes que durant la nuit. Le cheval ne dort que par petites périodes[réf. nécessaire]. Tous les chevaux d'un même troupeau ne dorment pas en même temps, afin qu'il y en ait toujours au moins un qui veille sur les autres en restant debout, et les prévienne si un danger se présente. Un cheval couché qui reste couché trop souvent peut éventuellement être malade.
Les chevaux dorment généralement côte à côte, et deux par deux.
La plus grande partie du temps de repos est en sommeil léger. Le cheval peut rester debout pendant ce sommeil léger, et peut aussi se coucher. Dans la position typique du sommeil léger, il tient l'un de ses membres postérieurs (tantôt le droit, tantôt le gauche) sur la pointe du sabot, et arbore une expression faciale de somnolence ; le rythme cardiaque est ralenti et les muscles sont détendus.

Sommeil du cheval
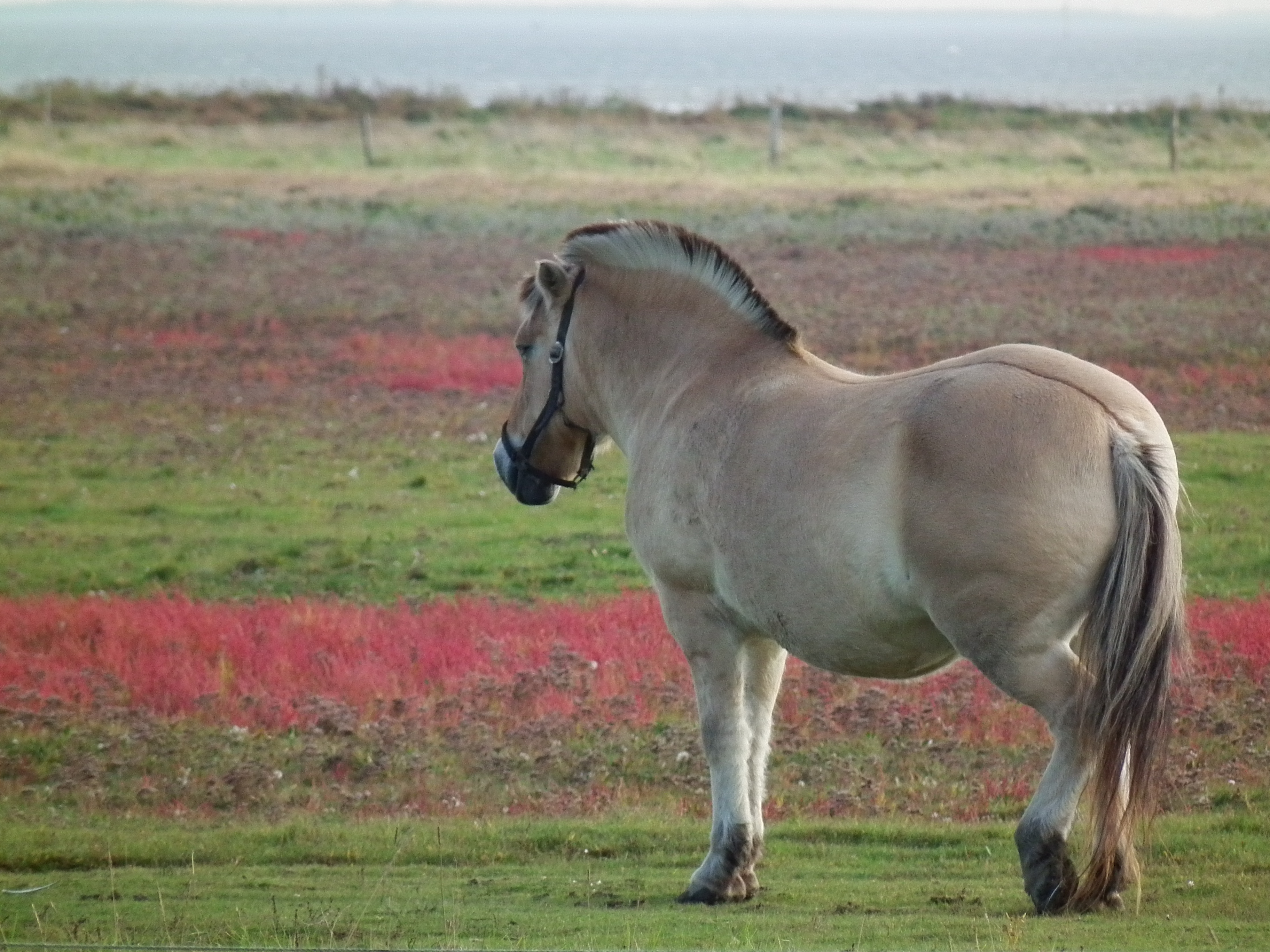
Poney Fjord en sommeil léger, position debout.
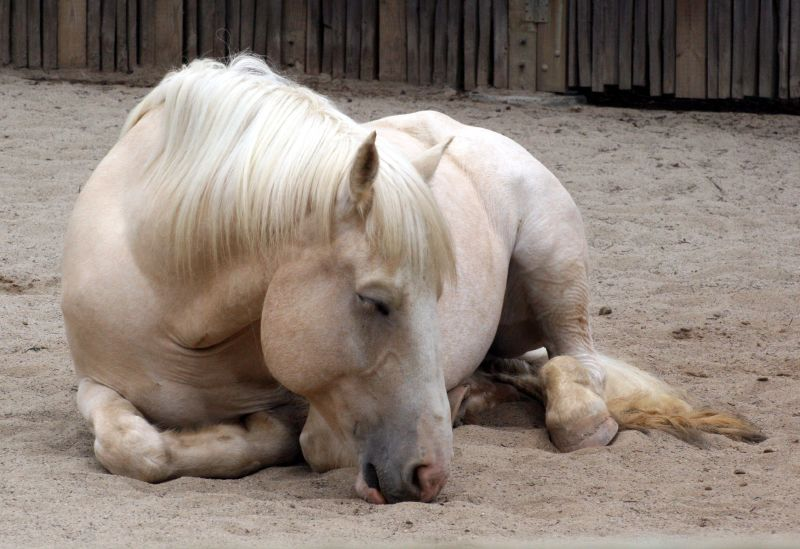
Trait crème américain endormi, allongé sur le sternum.
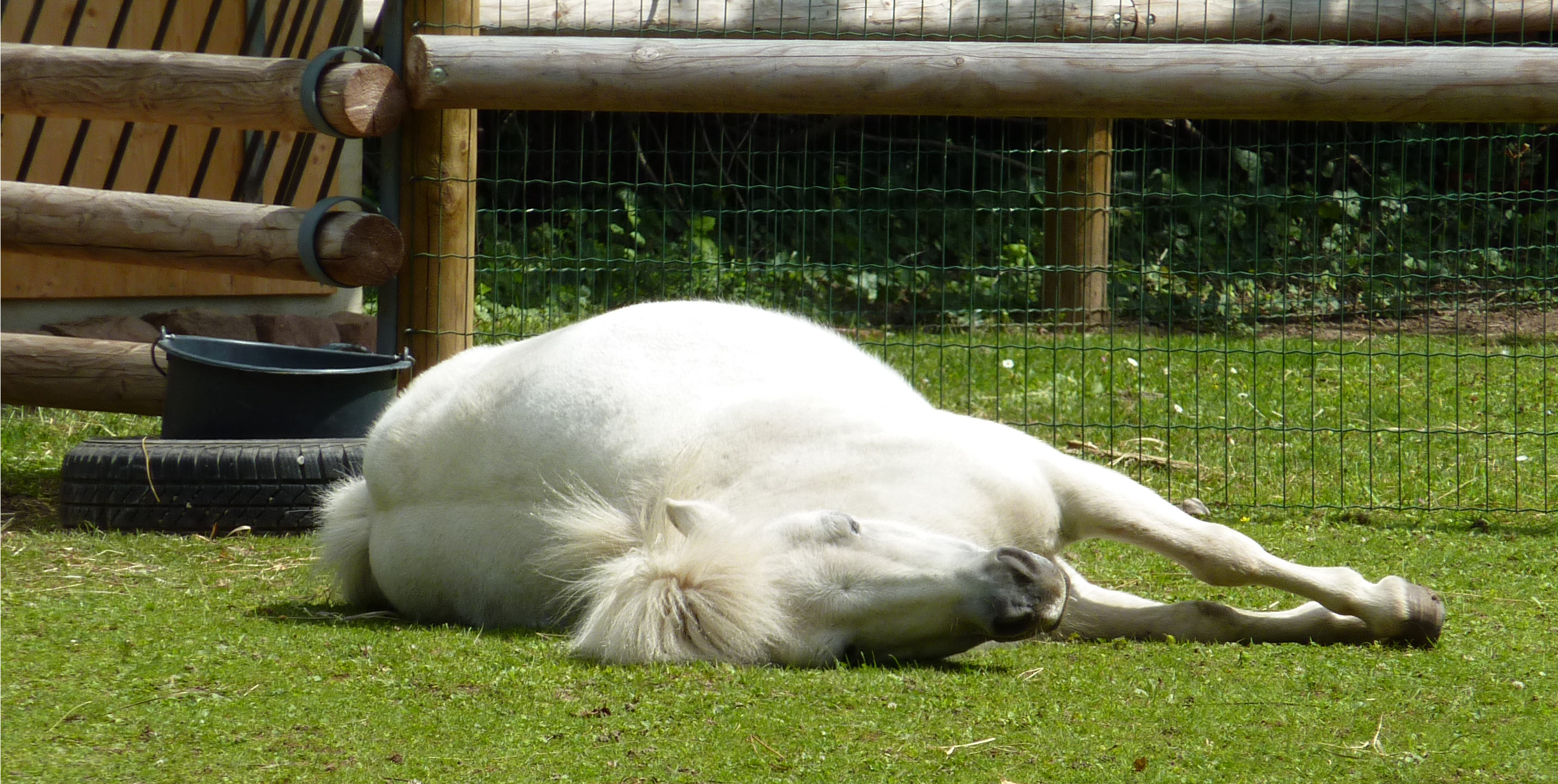
Poney allongé sur le flanc, en sommeil profond.
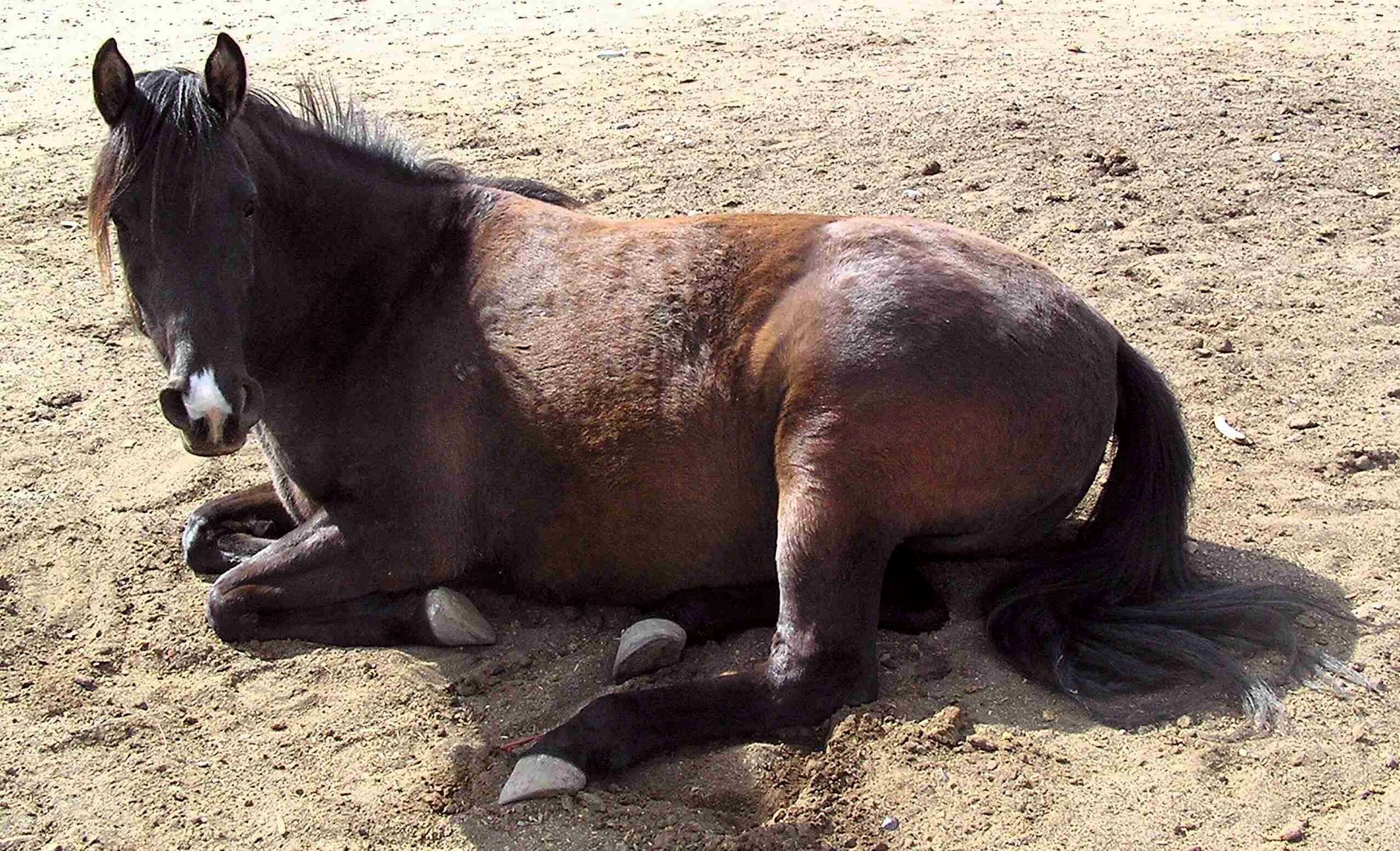
Cheval arabe noir en cours de réveil.

Le sommeil profond est atteint après une phase de sommeil léger ; il est bref, soit une durée de deux à treize minutes. En sommeil profond, le cheval se couche sur son sternum ou sur le flanc. Il manifeste aussi des mouvements involontaires de la lèvre supérieure, des yeux et des oreilles pendant son sommeil paradoxal.
Julien Lubrano Lavadera a enregistré des vocalises de chevaux de Przewalski qui rêvent ; l'essentiel des sons enregistrés sont des appels de contact, sortes de salutations amicales. Le sommeil profond occupe deux à trois heures dans la journée.
Le cheval met du temps à se réveiller d'un sommeil profond, et fait souvent des étirements au réveil. Ces étirement sont des allongements de l'encolure ou des membres, afin de stimuler la circulation sanguine et le tonus musculaire.

### Exercices et déplacements
Les chevaux sauvages parcourent habituellement leur domaine vital. Les lieux de pâturage privilégiés sont fonction de la disponibilité alimentaire. Les chevaux se déplacent environ 2 heures par jour, dans la grande majorité des cas au pas, pour accéder à un point d'eau, à une zone de pâture, à un endroit abrité, etc[réf. souhaitée]. Il est fréquent qu'ils passent la nuit sous le couvert d'arbres, et le quittent lorsque le jour se lève.
Les déplacements se font en groupe, les chevaux se suivant en file indienne. Chaque jument est suivie de ses petits, du plus jeune au plus âgé, l'étalon du groupe fermant la marche.

### Surveillance de l'environnement

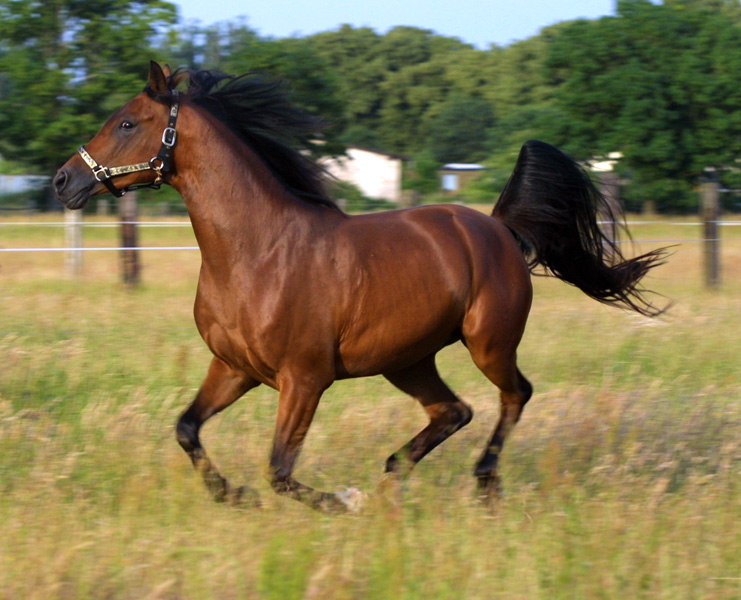
Ce cheval au galop et à l'encolure relevée a visiblement été surpris par quelque chose.

Les chevaux passent 1 à 2 heures par jour en vigilance, chacun à son tour. Les mâles passent deux fois plus de temps à surveiller l'environnement que les juments.

### Toilettage et grattage
Le toilettage est nécessaire au cheval pour la bonne santé de sa peau, afin de se débarrasser des parasites. Le cheval se toilette et se gratte régulièrement, que ce soit pour soulager des démangeaisons ou des piqûres d'insectes, ou pour se débarrasser de ses poils pendant une mue,. Ce comportement occupe une à deux heures par jour.
Pour se gratter, le cheval utilise tout son corps, notamment sa bouche (lèvres et dents) et ses membres (sabots), mais aussi des éléments présents dans son environnement, tels que des souches d'arbre.

Comportements de toilettage et de grattage du cheval
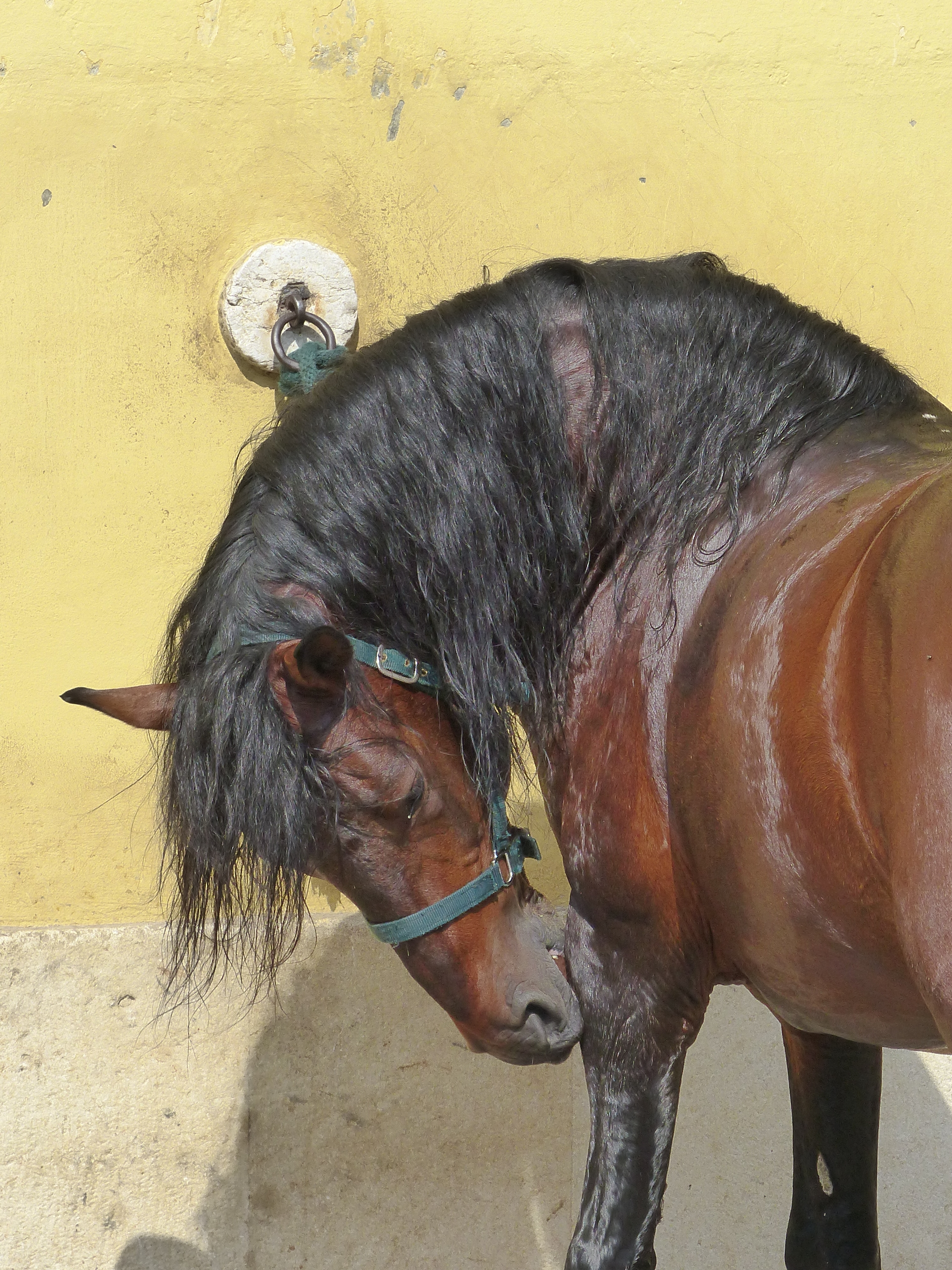
Toilettage avec les dents
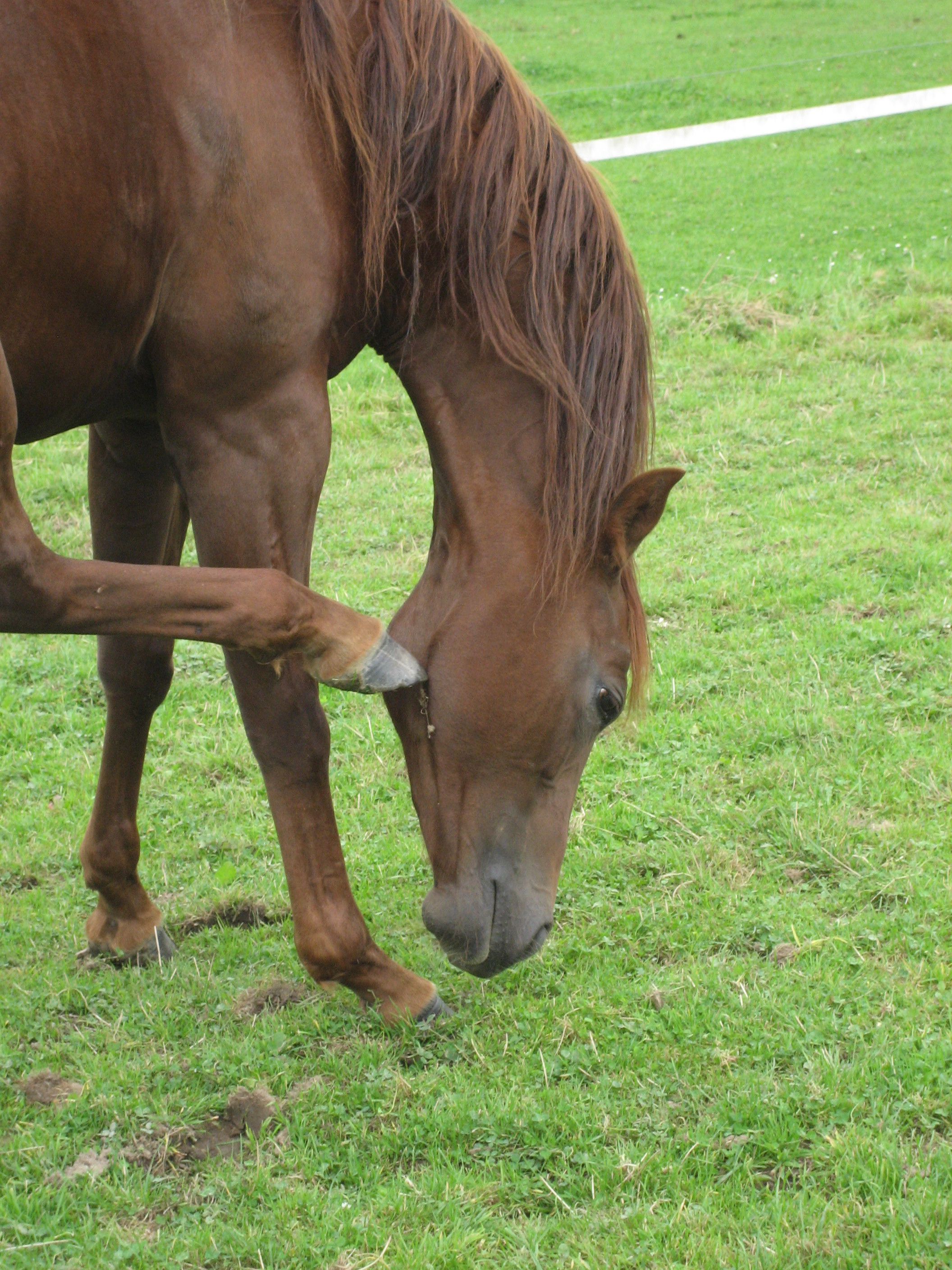
Grattage avec un membre postérieur
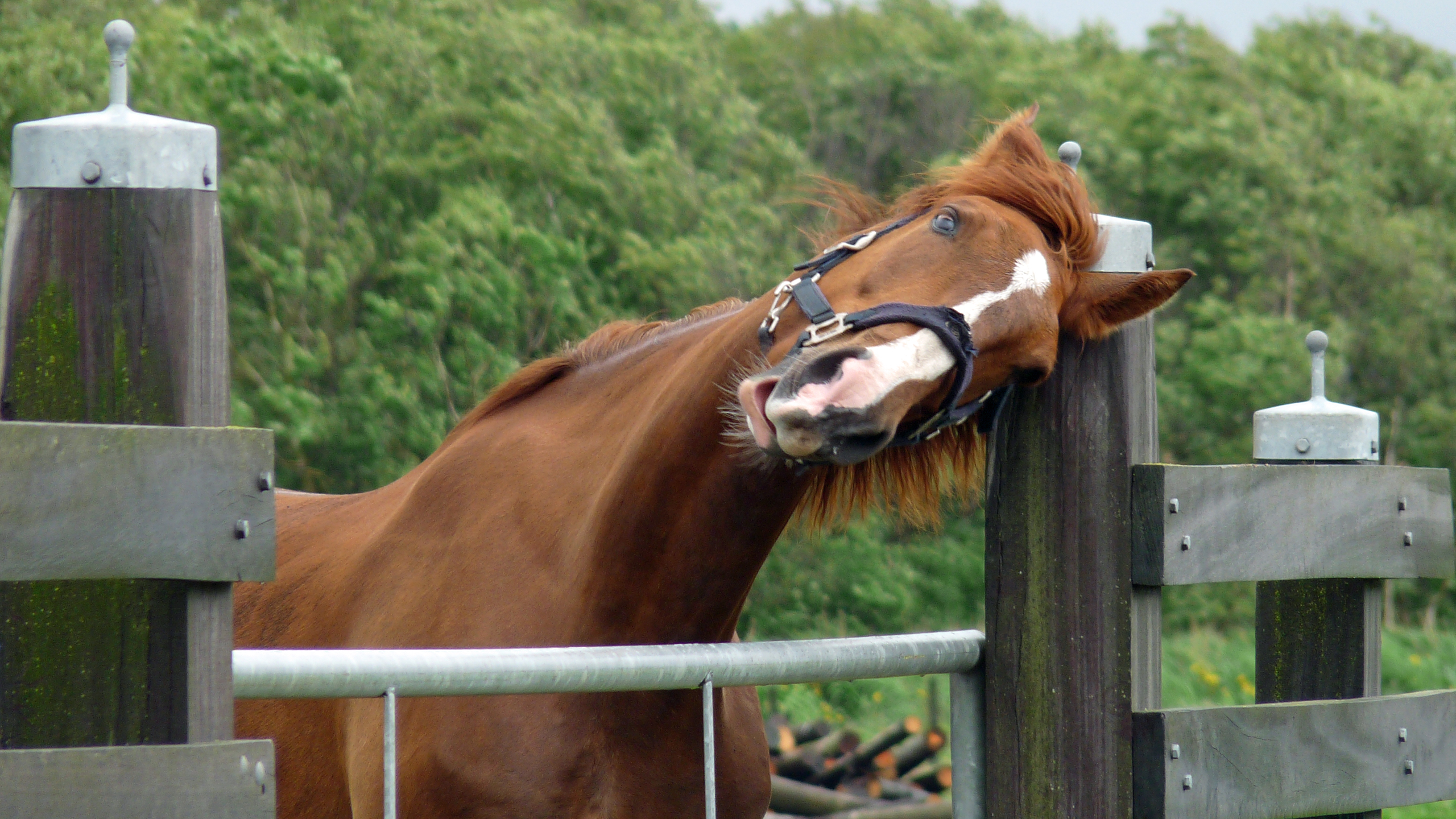
Grattage à l'aide d'un élément de l'environnement
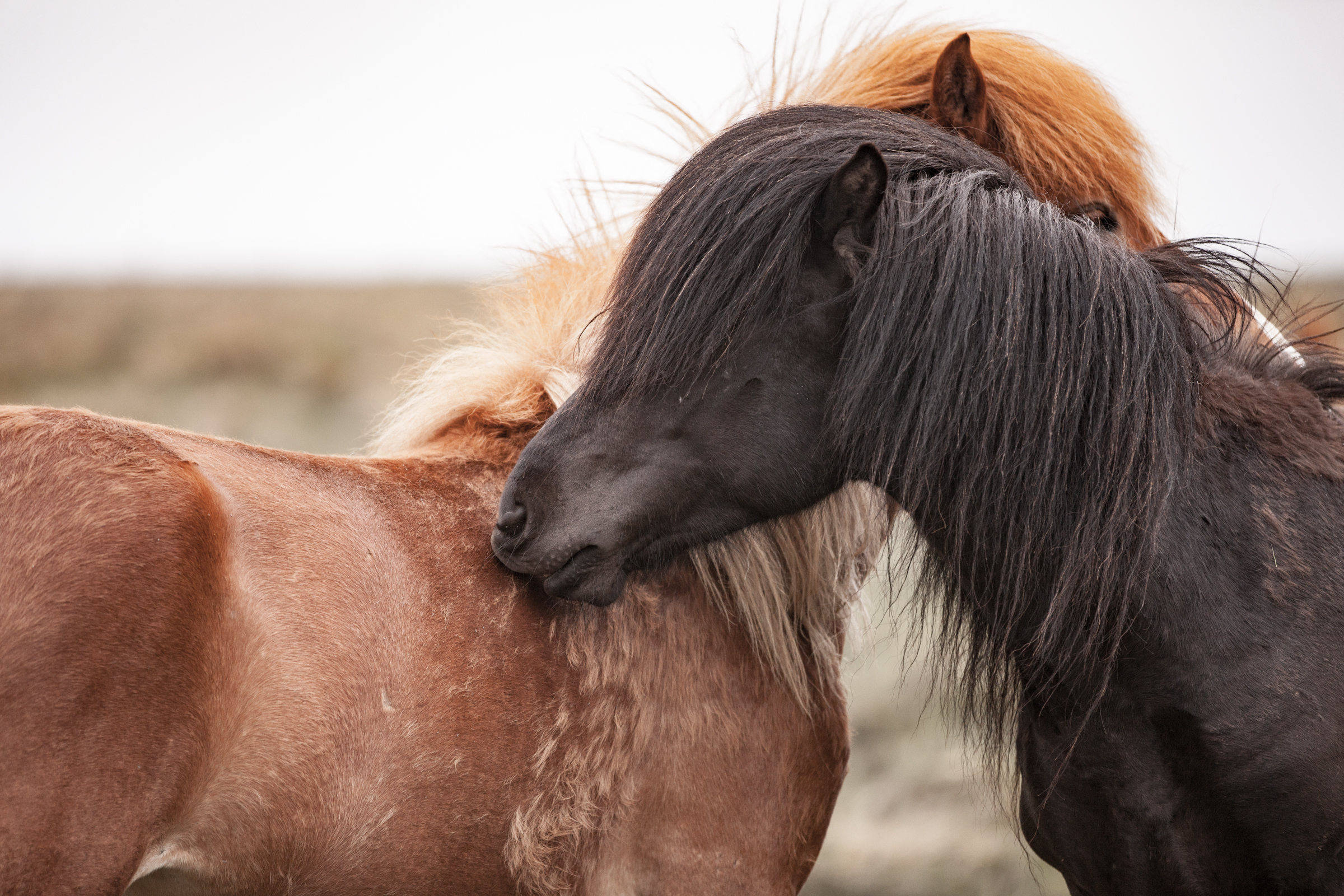
Deux Islandais se toilettent mutuellement
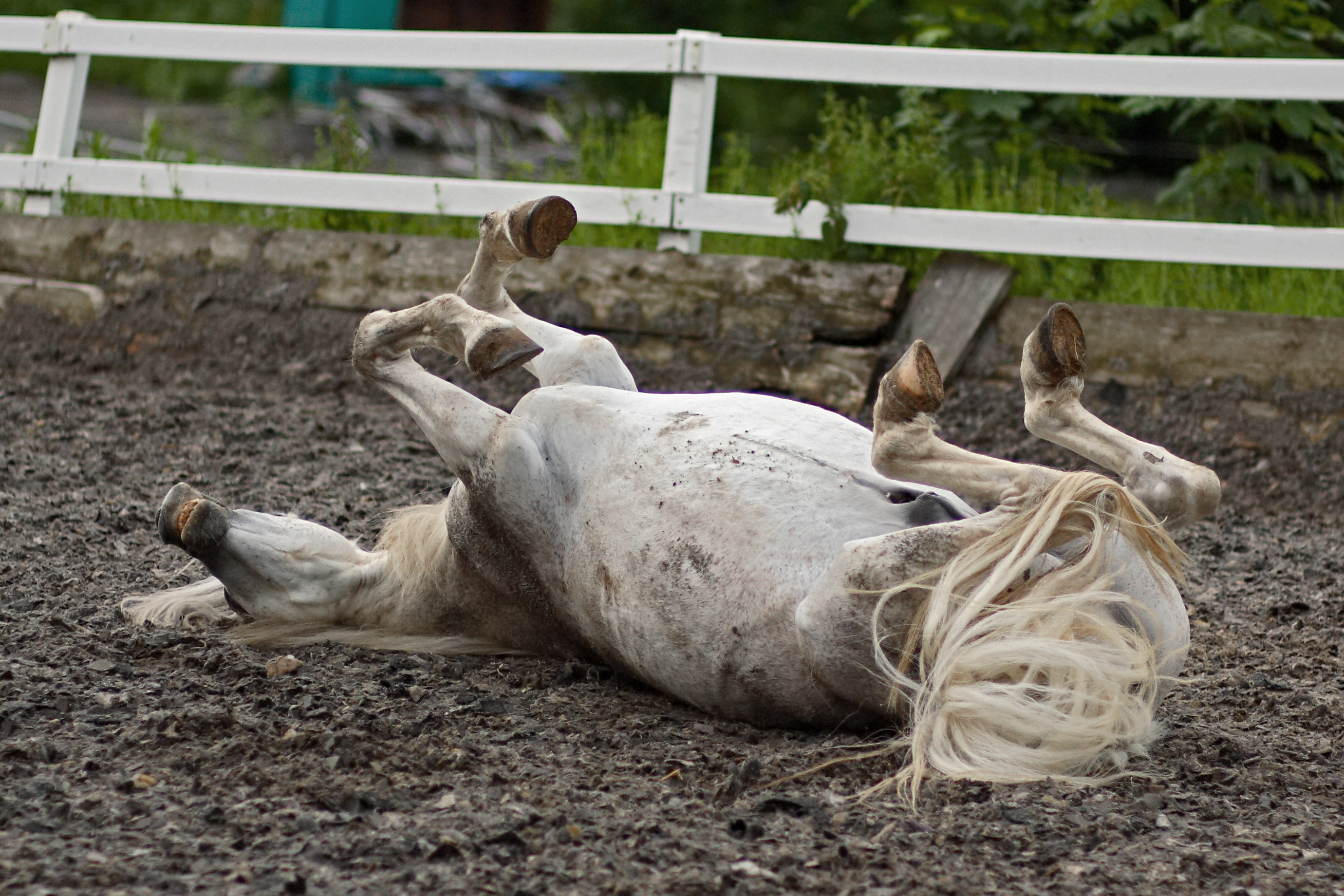
Cheval andalou se roulant dans de la boue.

Il existe aussi des comportements de toilettage mutuel (ou allogrooming) entre chevaux. C'est un acte social qui permet de renforcer les liens, chaque animal toilettant une partie du corps que l'autre ne peut pas atteindre. Le comportement de toilettage/grattage est une source de détente, de plaisir et de bien-être,.
Les roulades du cheval dans de la poussière ou de la boue ont pour fonction de nettoyer la peau, et sont contagieuses entre chevaux.

## Organisation sociale du cheval
Le cheval est un animal très social et grégaire, la présence d'un groupe étant pour lui source d'apaisement, de sécurité et de stabilité émotionnelle,. Il a le statut de proie, dont il conserve l'instinct de fuite,. Animal émotif, il peut changer brusquement de comportement sous l'effet de la peur. Être en groupe lui permet d'assurer constamment une surveillance face à ses prédateurs. La seule perception de l'odeur d'un prédateur n'effraie pas un cheval domestique naïf, ce qui, en revanche,  engendre une stratégie adaptative dans la nature, « où les équidés partagent des habitats avec leurs prédateurs et doivent arbitrer entre le temps et l'énergie consacrés aux réponses anti-prédation et le temps alloué aux activités essentielles non défensives ».
Les chevaux laissés libres sont tous capables de s'organiser en « groupes sociaux complexes » déterminant l'accès aux ressources, et permettant d'éviter la consanguinité. Chez les chevaux sauvages, il y a très peu de reproductions père-fille ou mère-fils.
Les chevaux forment des groupes stables (harde) de type familial (harem), ou de mâles célibataires. Exceptionnellement, les chevaux peuvent vivre en solitaire. Il s'agit souvent de vieux mâles fatigués ou de jeunes mâles en attente de former leur propre harem. Cette structure permet d'augmenter l'efficacité de la gestion des ressources (nourriture, boisson), d'optimiser la reproduction et les apprentissages des poulains (survie, sociabilité...). Dans la nature, le harem compte généralement de trois à dix individus. Un étalon (rarement deux, voire plus) est entouré de trois à cinq juments et de leurs poulains, qui restent parmi le groupe familial jusqu'à l'âge de deux ou trois ans.
Les chevaux n'aiment pas rester seuls, et ont besoin de congénères avec lesquels ils peuvent se flairer, se toucher, et communiquer. Ces besoins peuvent parfois être compensés par une relation extra-spécifique : l'être humain ou un autre animal (chèvre, mouton, lapin...) peut compenser le manque de congénères.

## Relations au sein des groupes familiaux

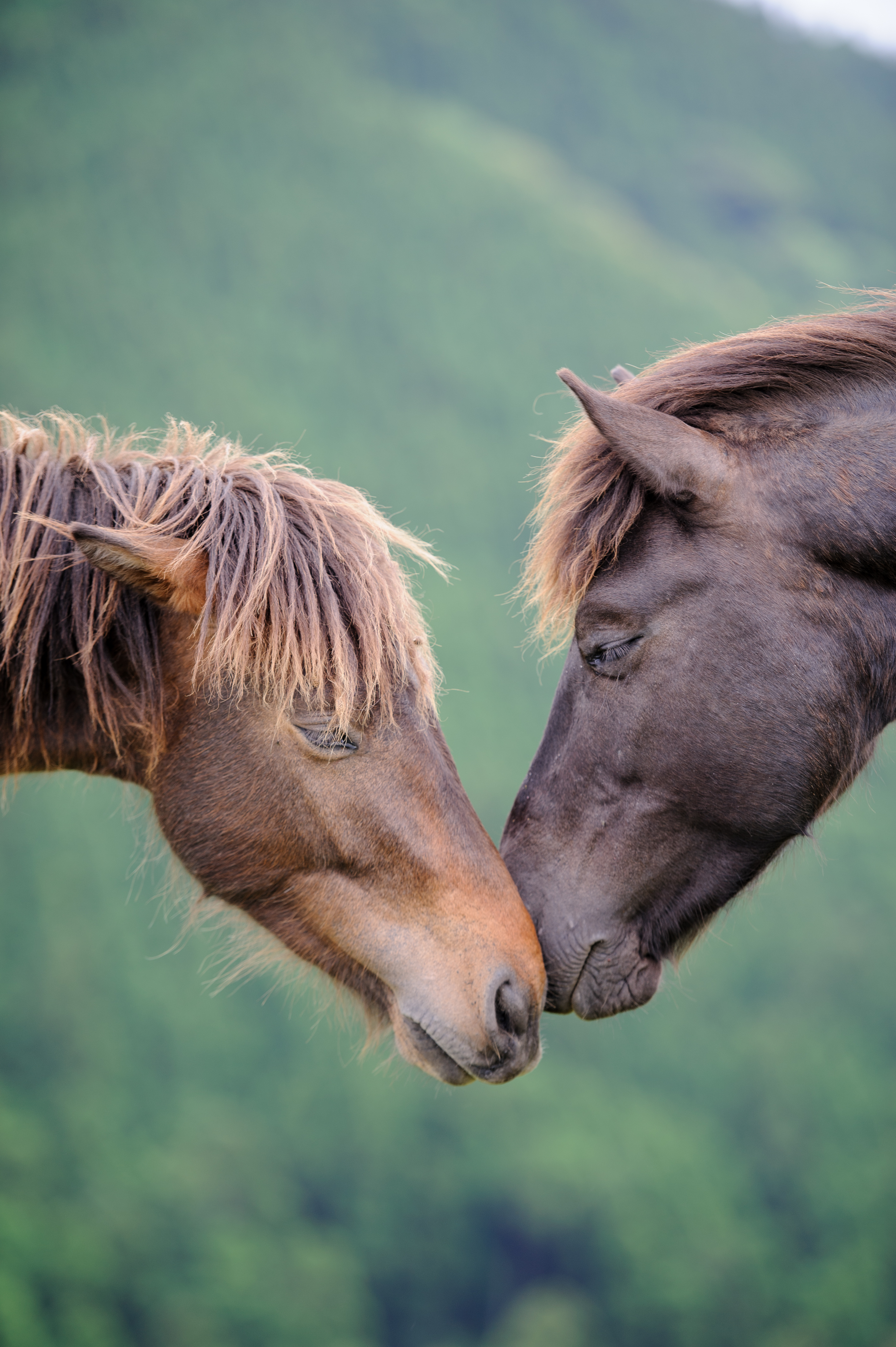
Deux poneys de Misaki se flairant.

Les études d'éthologie se sont longtemps focalisées sur le concept de dominance, mais les découvertes les plus récentes nuancent fortement l'image populaire de l'étalon mâle dominant qui dicterait sa conduite à l'ensemble de son troupeau. Les chevaux développent des affinités avec certains membres de leur groupe, ainsi que des liens d'amitié.
Les différentes hardes voisines se connaissent, ce qui facilite dans une certaine mesure ces échanges. Il existe aussi une hiérarchie entre groupes, dans le cas d'accès à une même ressource limitée (par exemple un point d’eau) : certains groupes s'écartant spontanément à l'arrivée de la famille dominante. On peut parfois observer l'étalon d'un harem arrivant chasser la harde présente ou au contraire attendre à distance raisonnable que la première harde ait achevé son activité et s'éloigne.

### Développement du poulain

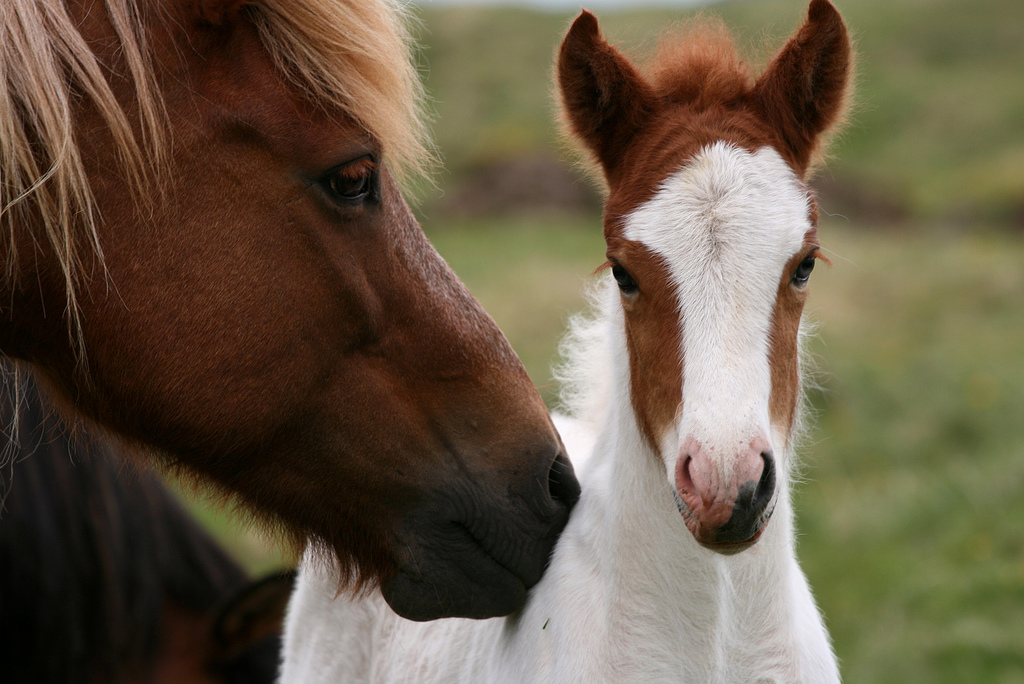
Les liens entre le poulain et sa mère sont privilégiés.

Le lien entre la jument et son poulain s’établit au travers des premières séances de léchages, pendant les 30 premières minutes après la naissance,, grâce à des comportements d’exploration visuels, olfactifs (odeur des enveloppes fœtales) et tactiles.
L’attachement du poulain pour sa mère n’est pas complet avant sa deuxième semaine.
Le poulain est myope, les muscles entourant le cristallin sont faibles. En conséquence, l'exploration visuelle du poulain se fait lorsque les deux individus sont très proches. Le poulain s’attache et suit le premier objet de grande taille proche de lui. Sa mère devient très rapidement protectrice, garde son poulain proche d'elle et lui interdit le contact avec tout autre individu pendant les premiers jours. Après ces quelques jours, les poulains que la mère a eu les années précédentes peuvent s'approcher. Au bout de deux semaines, le poulain peut faire la connaissance de son père et des autres poulains du troupeau.
À partir de 2 mois, le poulain se sociabilise, en interagissant de plus en plus avec les membres du groupe familial. À partir de 4 mois, il développe son indépendance.
Le poulain semble marquer un attachement tout particulier à sa mère, l’une ou l’un de ses frères et sœurs, voire à l’étalon reproducteur du troupeau. L’étalon joue un rôle important dans l’éducation des poulains, surtout après leur première semaine de vie ; il lui arrive de jouer avec eux, et de les toiletter. L'étude de Kateřina Šandlová et de ses collègues (université de Bohême du Sud) conclut même que le temps de jeu et d'affinités entre l'étalon du troupeau et ses poulains est plus important que le temps de jeu et d'interaction des juments avec leur progéniture. Léa Lansade confirme que l'ensemble des études concluent à des liens plus proches entre les pouliches et leurs mères d'une part, et entre les poulains mâles et leur père d'autre part.
Les poulains sont nourris par leur mère jusqu'à l'âge d'un an environ. Peu avant la naissance du poulain suivant, la jument sèvre doucement mais fermement son dernier-né. Il garde des relations privilégiées avec sa mère jusqu'à l'âge de deux ans environ, tout en développant ses compétences sociales avec tout le groupe.
Les jeunes chevaux quittent alors le groupe tantôt de leur apparente initiative, tantôt repoussés par la mère ou l'étalon, ce qui limite fortement les risques de consanguinité.
- Les juments quittent souvent la famille lors de leurs premières chaleurs, vers l'âge de 3 ans, pour rejoindre un mâle célibataire ou un autre harem. Il arrive qu’elles restent au sein de leur harem d’origine, en particulier si l’étalon chef de famille n’est pas leur père.
- Les mâles sont chassés par l'étalon vers l’âge de deux ou trois ans, ou partent d'eux-mêmes pour créer leur propre harde et assurer leur descendance[P 4].

### Groupe de mâles célibataires
Lorsqu'ils quittent la harde, les jeunes chevaux se regroupent par groupes de 2 à 15, voire plus. Ils y restent jusqu'à l'âge de 5 ou 6 ans environ. Les mâles profitent de cette période pour mesurer leurs forces entre eux lors de jeux de combats et de rituels entre étalons. Ils établissent ainsi leur rang social. Il se crée parfois des alliances entre étalons, caractérisées par une affinité particulière et une coopération pour tenter de récupérer des juments.

### Combats entre étalons

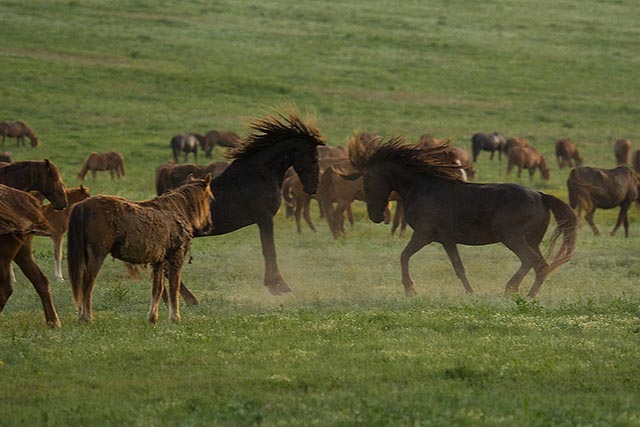
Combats entre deux étalons du Don.

Les jeunes mâles célibataires s'entraînent durant des simulacres de combat,. Lorsqu'ils ont pris assez d'assurance, ils tentent d'obtenir leur propre harem. Pour ce faire, ils provoquent en duel d'autre mâles et s'ils gagnent le combat, repartent avec les femelles dont ils ont gagné le respect et fondent ainsi leurs propres familles. Ces combats sont plus fréquents au printemps.
Habituellement, le combat est précédé d'une étape d’observation et d’intimidation mutuelle. Les protagonistes adoptent une posture d’alerte et peuvent gratter le sol avec leurs sabots. Leurs allures sont relevées, souples et cadencées, avec une démarche altière, l'encolure arquée et la queue haute. Il s'ensuit une investigation olfactive. Les étalons se flairent les naseaux, démarrant ce flairage de l’avant vers l’arrière main. Des manifestations autour d’un tas de crottins peuvent avoir lieu avant le combat proprement dit.
Les deux étalons peuvent encore se séparer avant d'entamer un combat, un consensus entre les deux étalons qui rejoignent leur groupe d’origine restant toujours possible. Dans le cas contraire, l'intimidation et le flairage mutuels sont suivis du combat à proprement parler. Ce dernier peut être extrêmement féroce, chaque étalon mobilisant ses membres et ses dents pour infliger des morsures et des ruades à son adversaire. Parfois, l'un des étalons est poursuivi et chassé par celui qui a pris le dessus.
Ces tentatives de prise de pouvoir peuvent se terminer par le détournement plus ou moins discret d'une ou plusieurs juments : l'étalon célibataire tente d'emmener de jeunes juments à la périphérie des groupes familiaux, ou de voler une partie des juments adultes en les rassemblant, dans une attitude de conduite caractéristique, tête au ras du sol, oreilles couchées, avec éventuellement des morsures,. Il arrive aussi qu'un étalon victorieux ne soit pas accepté par les juments, celles-ci évoluant alors sans étalon jusqu'à ce qu'un prétendant plus apprécié se présente.

## Territorialité
Le cheval n'est pas une espèce territoriale, bien qu'il soit attaché à son domaine vital. Ainsi, différentes hardes se côtoient plus ou moins suivant la structure géographique et les ressources. Il n'est pas rare de voir plusieurs hardes rassemblées, par exemple, autour d'un point d'eau ou pendant de grandes migrations (phénomène impossible à observer dans des sociétés modernes au territoire clôturé). Cependant, les contacts entre groupes sont encadrés par les chevaux adultes, et ces groupes ne se mélangent normalement pas. L’étalon, sans défendre un territoire bien spécifique, veille à préserver une aire dans laquelle évolue son troupeau.
La taille du domaine vital dépend de la disponibilité des ressources ; elle est donc très variable, pouvant aller de 1 km2 à 48 km2, voire 80 km2,.
Les groupes se mettent en route à l'initiative du ou des plus motivés et marchent au pas en files ordonnées jusqu'à leur destination. Le départ est parfois initié par l'étalon qui adopte alors la posture de guidage par l'arrière, tête basse presque au ras du sol et oreilles en arrière, les poulains désobéissants se voyant parfois gratifiés d'une morsure en rappel à l'ordre. Ce comportement est surtout observé en réaction à l'apparition d'un danger(prédateur). Les départs pour, par exemple, une autre zone de pâturage, une zone d'ombre ou une aire d'abreuvement sont plutôt initiés par les juments et en particulier par la plus âgée, souvent dominante, l'étalon suivant ou précédant de manière plus ou moins éloignée le reste du groupe. Il existe des aires de roulage, zones où les chevaux préfèrent se rouler, comportement visant à se débarrasser des parasites. Ces aires sont partagées par les différents groupes et ont probablement aussi une vocation de communication. Les chevaux flairent parfois longuement la zone avant de se décider à se rouler.

## Communication

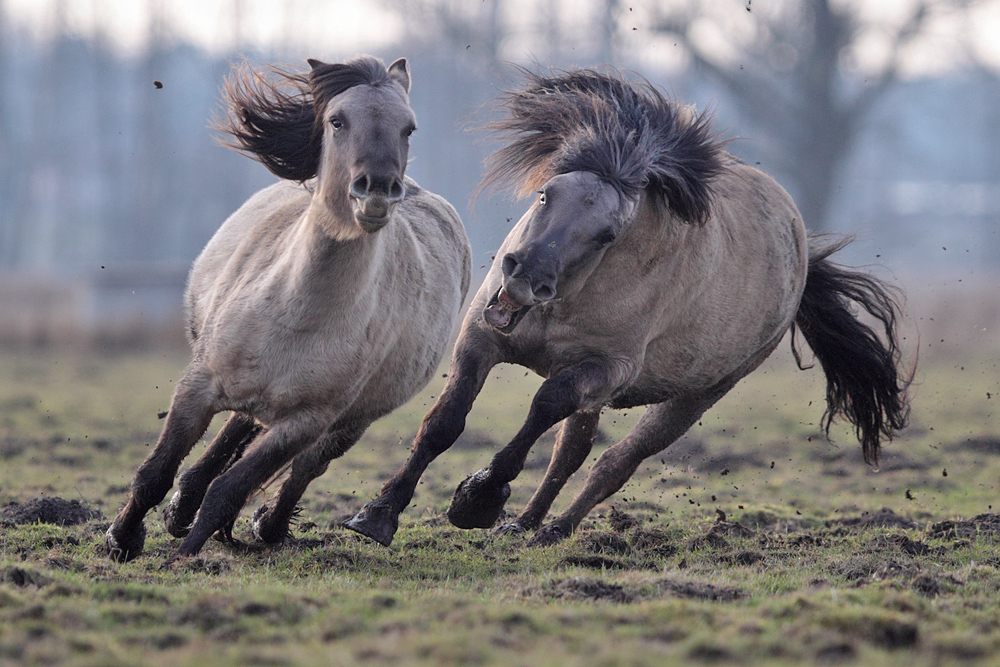
Le cheval situé à droite de la photo présente une expression faciale d'agressivité à l'égard de celui situé à gauche de la photo.

La communication implique l'émission d'un message à destination d'un autre individu. Par comparaison à l'humain, le cheval ne s'appuie pas sur la communication verbale. Il est néanmoins très communiquant en matière d'émotions, bien que peu de personnes (hormis des chercheurs ou spécialistes en éthologie équine) soient capables de les décrypter.

### Communication visuelle
La communication visuelle prédomine chez le cheval, ce qui est logique dans la mesure où sa vie en groupe lui donne de nombreuses occasions de l'utiliser. Sa vue a évolué de manière a lui permettre la détection de prédateurs en milieu ouvert, et donc pour sa survie. Elle lui sert aussi pour maintenir la cohésion de son groupe social. La position latérale des yeux lui donne un champ visuel extrêmement large. Le cheval dispose d'une capacité à reconnaître les formes.

Communication visuelle du cheval
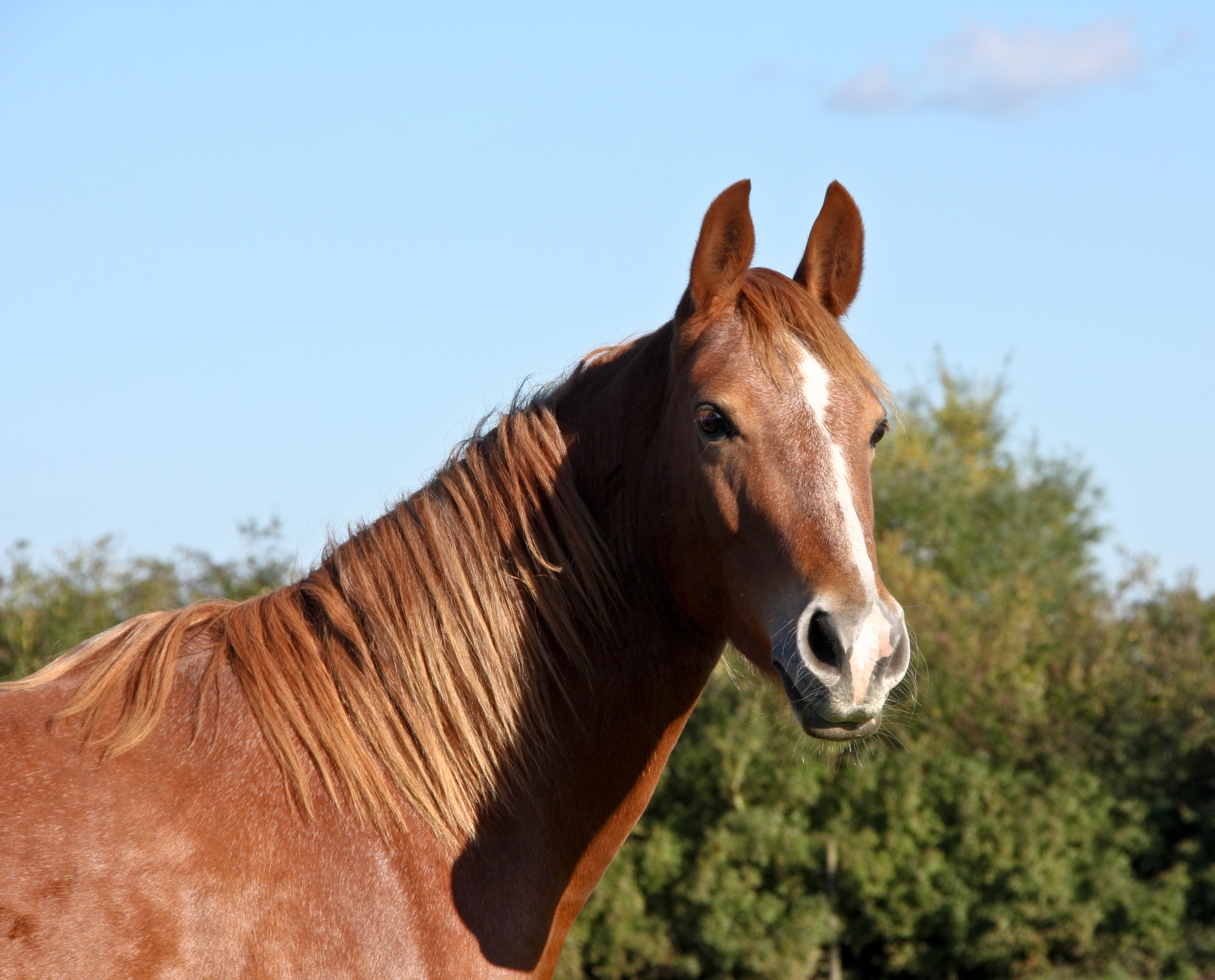
Posture d'alerte.
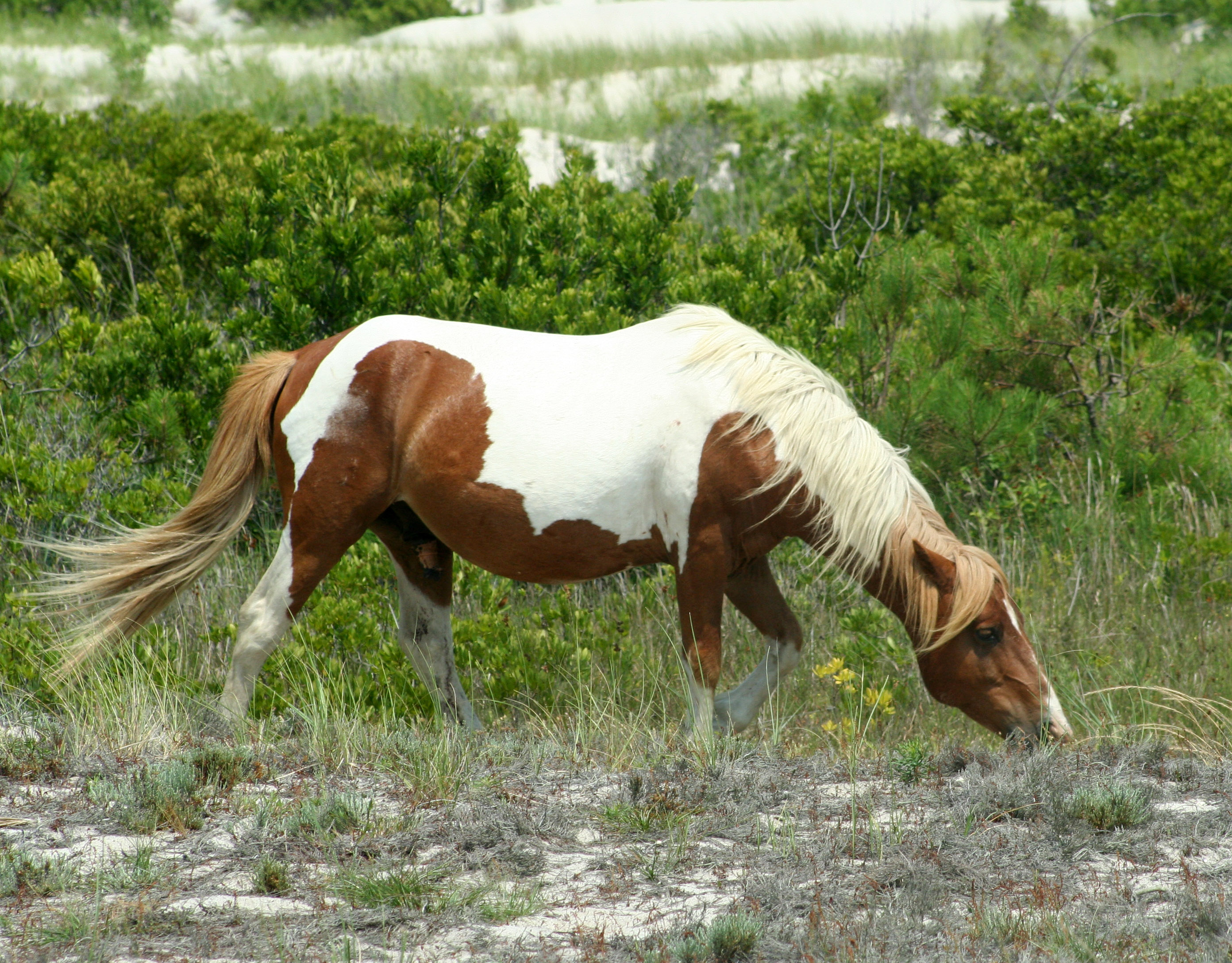
Guidage par l'arrière
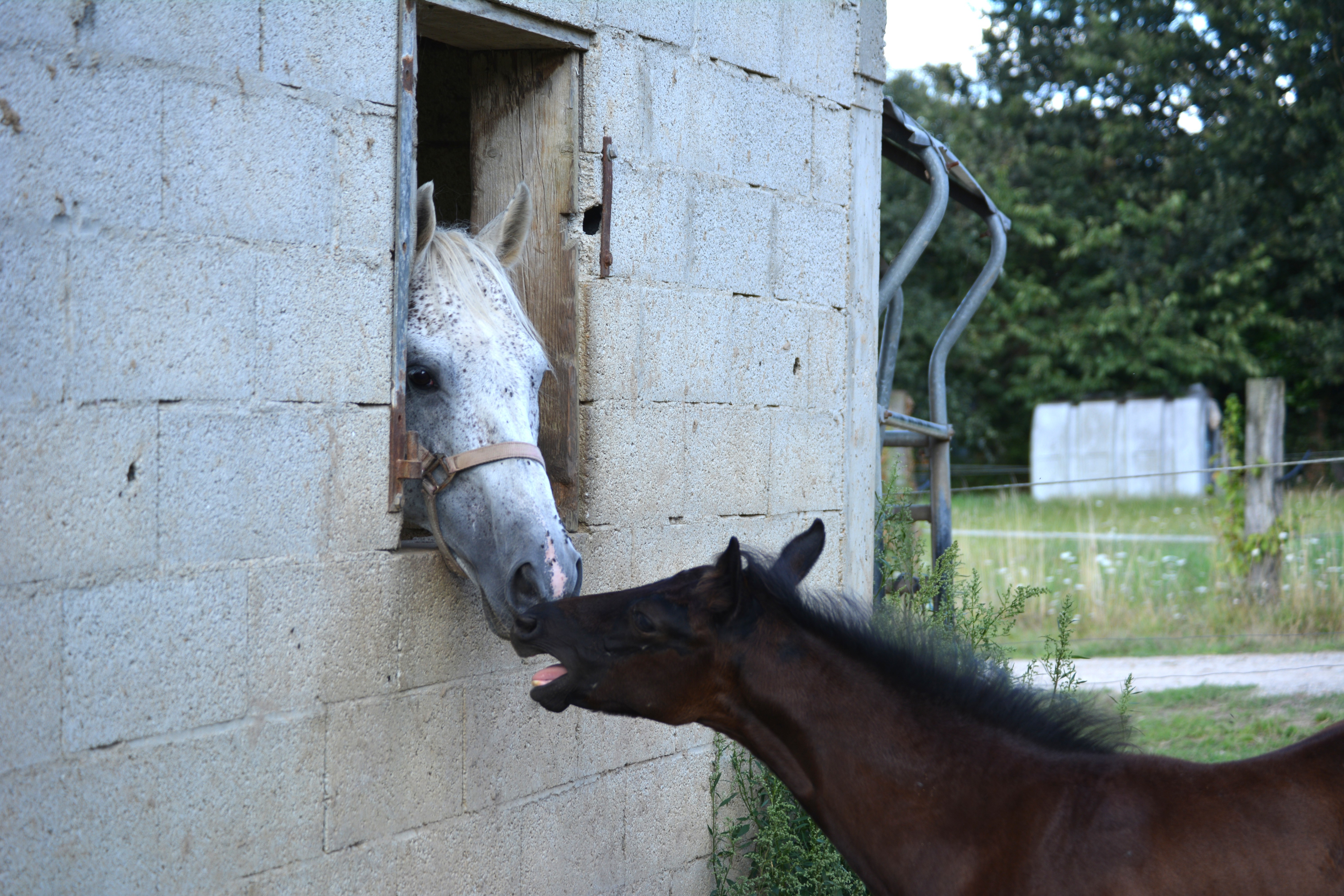
Poulain effectuant un snapping.

La communication visuelle comprend des expressions faciales et des postures corporelles. L'une des postures les plus importantes dans la communication visuelle du cheval est la posture d'alerte, qui permet d'informer instantanément tout le groupe de la détection d'un danger potentiel. Une autre est la posture de guidage par l'arrière, incitant des membres du groupe à se déplacer rapidement dans une certaine direction,. Elle se caractérise par un étirement de l'encolure, une expression faciale de menace aux oreilles plaquées en arrière, le nez dirigé vers le cheval guidé et des tentatives de morsure. C'est une posture typiquement adoptée par des étalons en cas de besoin de rassembler leur groupe.
Les jeunes poulains, généralement jusqu'à deux ans, peuvent adopter spontanément un comportement visuel et sonore d'apaisement nommé snapping. Celui-ci semble s'inscrire parmi les comportements de communication ritualisés. Les chevaux peuvent adopter des postures de soumission, caractérisées par un positionnement de la queue entre les jambes. La jument en chaleur adopte une posture caractéristique, campée avec la queue déportée sur le côté.

### Communication auditive
Les sons émis par le cheval sont variés et distincts les uns des autres, mais la langue française ne dispose que du seul mot « hennissement » pour les désigner. Le cheval utilise 7 sons différents, parfois en combinaison, :
1. Le hennissement proprement dit, signal à longue distance audible parfois à plus d'un kilomètre, émis surtout en cas de perte de contact visuel avec les congénères[78],[79]. Le cheval l'utilise comme un signal de détresse[77] ;
2. L'appel de contact, un son moyennement aigu[80] ou sourd, modulé avec la bouche fermée, les naseaux dilatés[78],[77] et la tête légèrement redressée, ressemblant à un hennissement doux[80]. C'est un signal sonore émis en cas d'attente, d'approche ou de salutation[80]. Il est souvent émis à l'approche d'un soigneur chez les chevaux domestiques, ou par une jument vers son poulain s'il s'éloigne d'elle, ou encore par un étalon vers une jument en chaleur[77] ;
3. Le soupir, une sorte de frémissement soufflé émis par expulsion d'air des naseaux en cas de rencontre rapprochée[77], aussi utilisé comme signal d'alarme ou en cas d'excitation[78] ;
4. Le couinement, son exprimant la colère, émis la bouche fermée et les lèvres retroussées dans des situations de défense, de menace et de combat[79]. Il peut l'être en cas de rencontre rapprochée de deux étalons[78] ;
5. Le ronflement, sonorité créée par vibration des naseaux chez le cheval effrayé, qui s'entend aussi lors de jeux[78] ;
6. L'ébrouement, sonorité proche d'un éternuement[81], créée par forte expulsion d’air en dégageant les naseaux à la suite d'une irritation ou pendant une reprise d’activité[78],[81] ;
7. Le gémissement, émis bouche fermée lors de douleurs ou de difficultés respiratoires[78].

### Communication olfactive

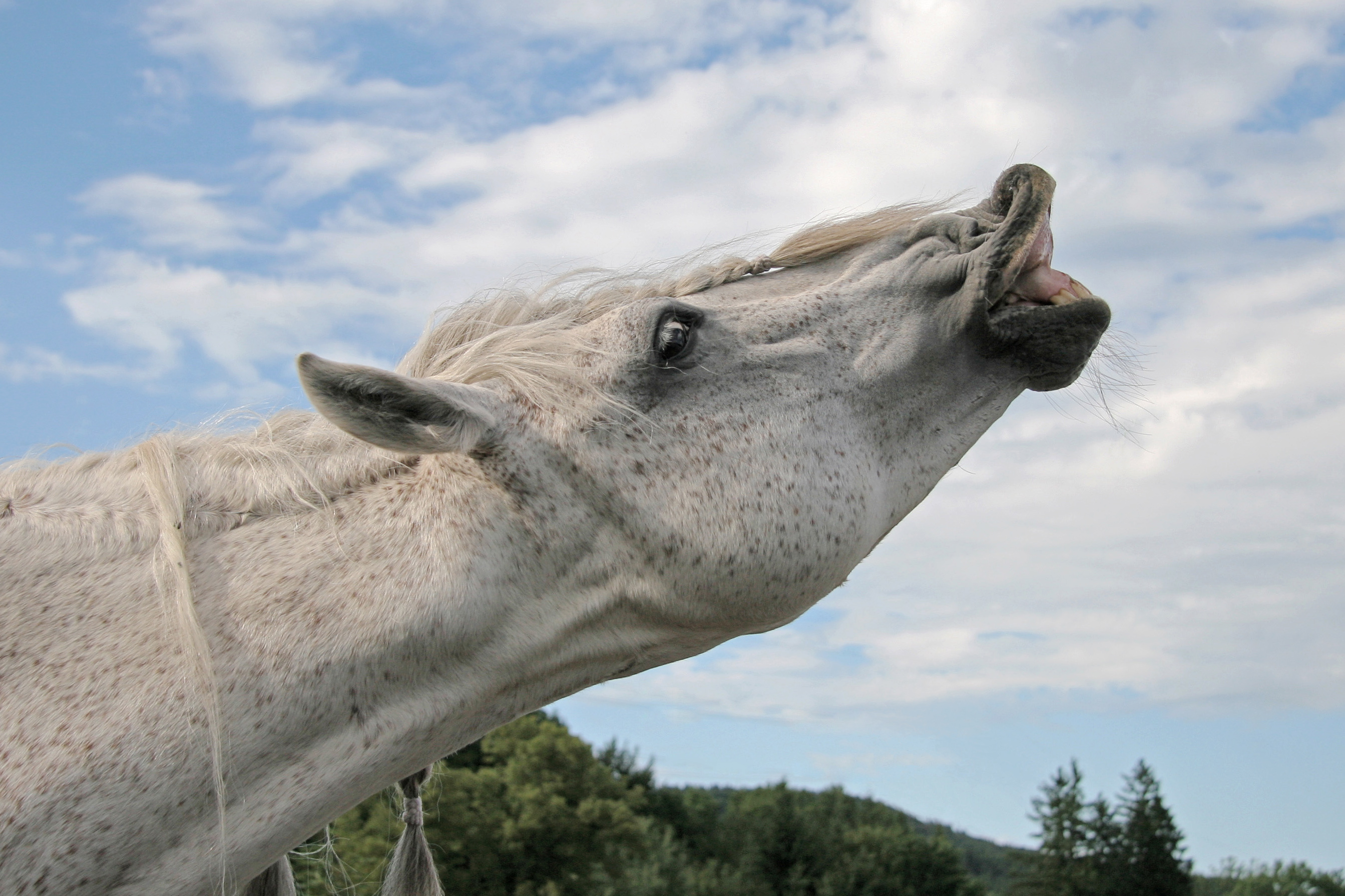
Cheval de race andalouse effectuant un flehmen.

La communication olfactive joue un rôle important dans la reconnaissance des individus. Cela est particulièrement visible lors des rituels de salutation, comportant des soufflages mutuels dans les naseaux.
L'odorat permet aussi au cheval de connaître l'état émotionnel et hormonal de ses congénères. Ainsi, en reniflant l'urine d'une jument, le mâle reconnaît d'éventuelles chaleurs. L'odorat intervient enfin dans les comportements de marquage du territoire.
Le comportement le plus typiquement associé à l'odorat est le flehmen, résultat d'une stimulation olfactive ; il permet l'analyse précise d'une odeur.

### Communication tactile

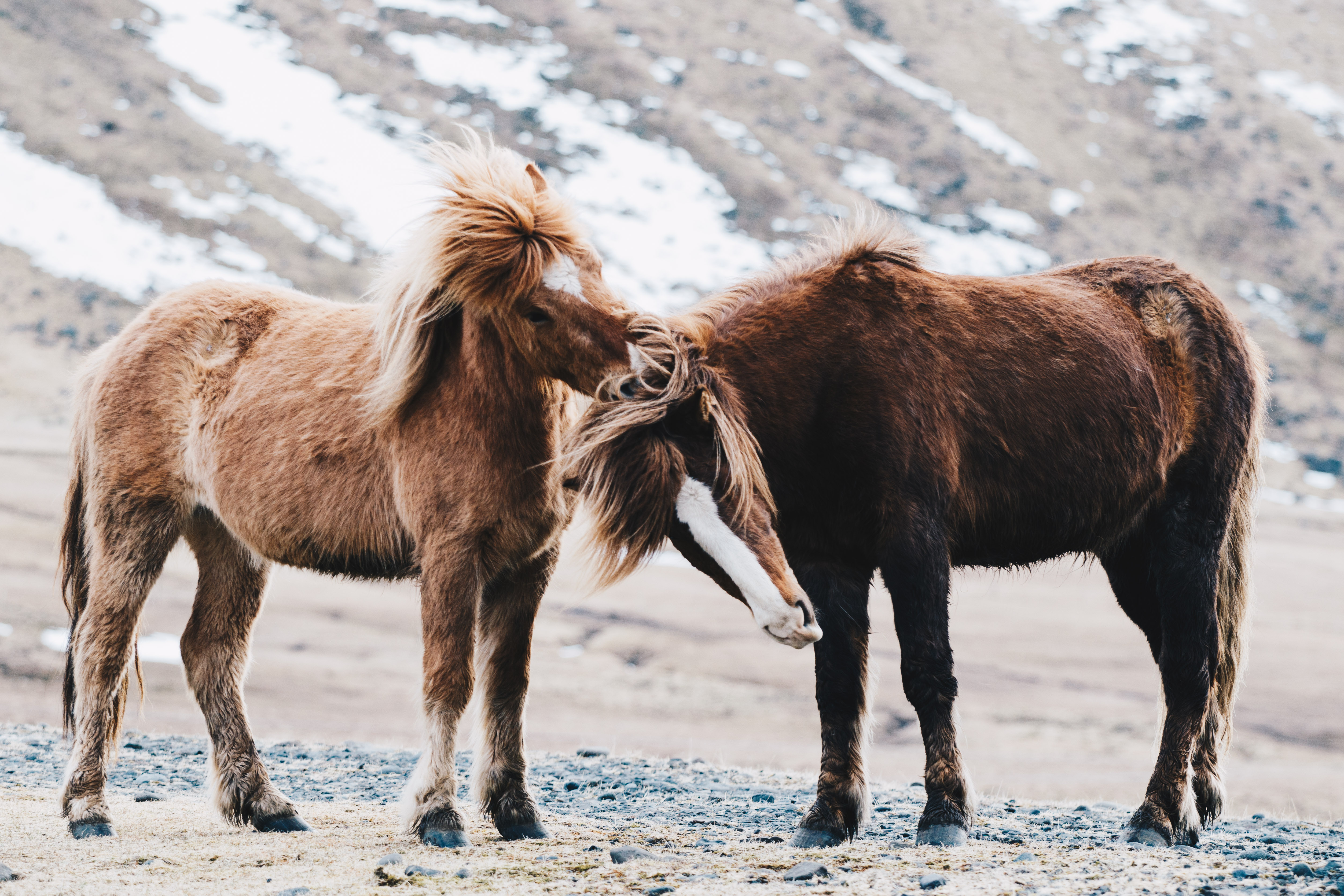
Toilettage mutuel de deux chevaux islandais.

Les contacts tactiles sont peu nombreux entre chevaux, si l'on excepte le léchage et le toilettage de la mère sur son poulain, et quelques cas particuliers chez les jeunes chevaux.
Le comportement de toilettage du cheval, s'il a un intérêt individuel, revêt aussi une fonction sociale évidente, en particulier dans le cas du toilettage mutuel (en anglais allogrooming), surtout observé entre des chevaux partenaires qui s'apprécient, en permettant un apaisement social. Le comportement de roulage semble aussi revêtir une fonction sociale, de par son aspect contagieux entre chevaux, de véritables « zones de roulage » existant dans les lieux fréquentés par ces animaux. Les congénères présentant une affinité s’adonnent à d’autres contacts : le chanfrein contre la croupe ou le flanc de l’autre, la tête sur la croupe, la pratique du chasse-mouche tête bêche.
Il existe enfin une communication tactile agressive, comportant morsures, coups de pied et bousculades.

### Comportements d'attachement envers l'humain

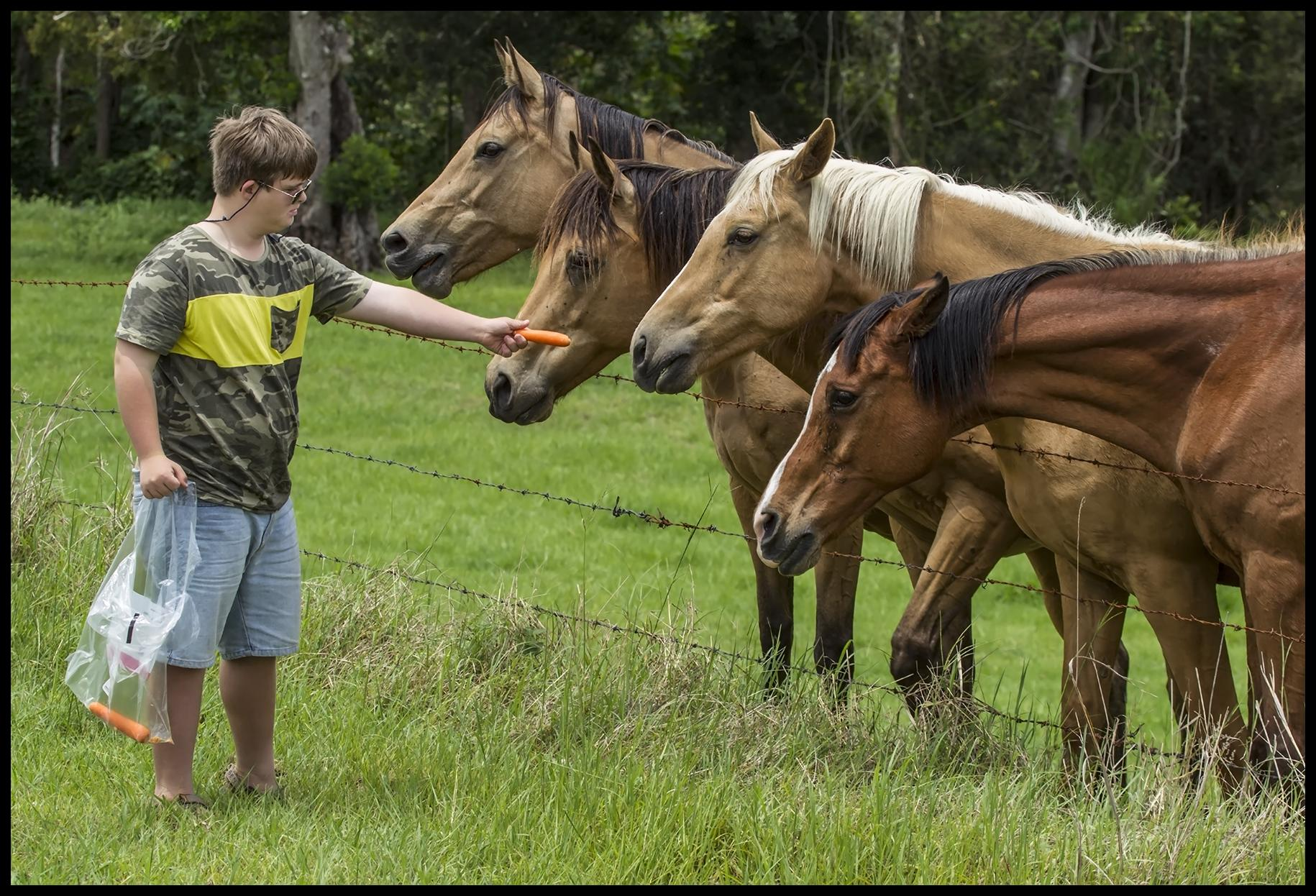
Un homme trisomique nourrissant des chevaux ; il est difficile de savoir si les chevaux expriment un réel attachement envers les humains.

L'un des questionnements les plus complexes à résoudre concernant le cheval est de savoir s'il fait preuve d'attachement envers l'être humain ; en effet, par comparaison aux chiens, les chevaux manifestent très peu, voire aucun comportement repérable comme une forme d'attachement. Cela peut s'expliquer par la domestication tardive du cheval, ne lui ayant pas laissé le temps d'adapter son comportement de manière à susciter de l'empathie chez l'humain. De plus, la question de l'observation des comportements affectifs du cheval est récente, cette espèce ayant été historiquement élevée pour le travail et non dans l'optique d'une relation affective.

## Troubles du comportement

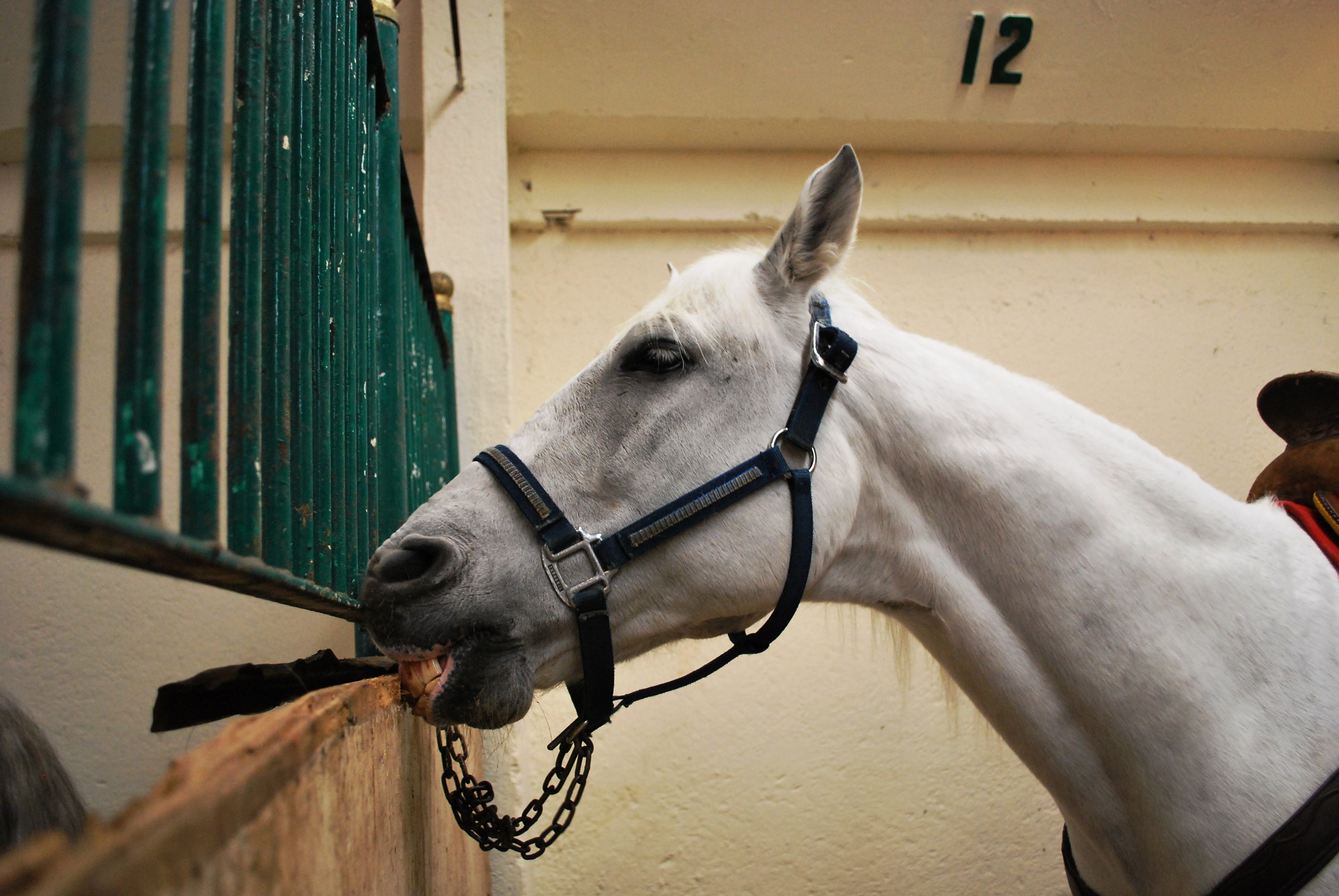
Ce cheval manifeste un tic à l'appui.

Les chevaux domestiques vivent souvent dans des conditions radicalement différentes de celles de leurs ancêtres sauvages, et peuvent être soumis à des techniques de gestion et d'entraînement qui ne respectent pas leurs besoins naturels.
Un cheval auquel sont imposées de telles conditions de vie peut développer des troubles du comportement. Ces troubles sont généralement considérés comme des comportements indésirables dans le cadre des activités économiques autour du cheval, et non comme la résultante d'une dégradation des conditions de vie des chevaux ; pourtant, une modification des conditions de vie du cheval peut suffire à les faire disparaître.
Une étude menée en Suisse et publiée en 2002 montre que sur 2 536 chevaux recrutés au hasard, 16,5 % présentent des troubles du comportement. Les chevaux qui présentent ces troubles souffrent souvent de stress chronique.
Les chevaux en élevage extensif ont moins de problèmes de ce genre que les chevaux qui vivent en centre équestre, particulièrement s'ils sont en box dans des environnements urbains. Les tics (tic à l'appui, tic à l'air, tic à l'ours et parfois même agressivité) apparaissent en effet surtout chez des chevaux qui vivent dans des conditions inadaptées à leurs besoins, privés de contact sociaux. En plus de pouvoir entraîner une privation quasi-totale de contacts sociaux, les conditions de vie en box créent aussi un fort ennui si les stimulations sensorielles sont absentes.